# ちいさなプリンセス ソフィア
『ちいさなプリンセス ソフィア』（原題：Sofia the First）は、ディズニー・テレビジョン・アニメーション製作の3Dアニメ番組である。

## 概要
魔法に溢れたエンチャンシア王国を舞台に、主人公の少女・ソフィアが普通の女の子からプリンセスに転身し、お城での暮らしや新しい家族との生活、そして友達との関わり合いを通じて成長していくストーリーであり、友だちとの協力や助け合いが学べるといった作品である。
主人公は視聴者と同じくらいの8〜10歳で、王子様との結婚ではなく親の再婚でプリンセスになった「等身大のプリンセス」であることが全米で話題となった。
2026年に続編シリーズ「Sofia the First: Royal Magic」（原題）がディズニージュニア・ディズニープラスで放送・配信されることが決定した。

## 番外編

### 『ちいさなプリンセス ソフィア はじまりのものがたり』（"Once Upon a Princess"）
本編の放送開始前に、序章である『ちいさなプリンセス ソフィア／はじまりのものがたり』（オリジナルタイトル"Once Upon a Princess"（The pilot movie））が1時間枠の特番形式で、以下の日時に放送された。テレビ東京では前後編に分割し、30分枠で第1話・第2話として放送された。
- ディズニーチャンネル：2013年4月27日午後6:00 - 7:00、5月6日午前10:00 - 11:00（リピート）、5月17日午前11:00 - 午後0:00（リピート）
- ディズニージュニア：2013年5月17日午後7:00 - 8:00、5月25日午後5:00 - 6:00（リピート）

この作品では、村の娘だったソフィアがプリンセスになってアンバーやジェームズと仲良くなる経緯や、初めてお城の舞踏会を経験するまでのエピソードが描かれている。

### 『にんぎょのともだち』（"The Floating Palace"）
2014年1月11日にディズニーチャンネルで、また同年2月28日にディズニージュニアで初放送。通算では第22話（- 23話）目に相当する。
ソフィアが家族とともに訪れたエンチャンシア王国の避暑地の入り江であるメロウェイ・コーヴで、その海域一帯の海底に住む人魚達に初めて出会うエピソードが描かれている。

### 『プリンセス アイビーの のろい』("The Curse of Princess Ivy")
2015年2月14日にディズニーチャンネルで初放送。通算では第42話（- 43話）目にあたる。
アンバーが"アバローのペンダント"の力を知り、盗み出してしまった結果、悪いプリンセスであるアイビーが現れてしまうエピソードが描かれている。

### ショートアニメ『わたしはプリンセス』
2015年4月より放送される短編アニメ(2D)で、歴代のディズニープリンセス達が登場する諸作品の簡単なあらすじと、それぞれのプリンセス達の性格が紹介されている。

### 『アバローのプリンセス エレナ／エレナとアバローの秘密』 ("Elena and the Secret of Avalor")
2017年3月18日にディズニーチャンネルで初放送。
ペンダントの中に閉じ込められたプリンセスのエレナを救出する為、ソフィアがアバロー王国へと旅立つエピソードが描かれている。
ソフィアのスピンオフ作品である『アバローのプリンセス エレナ』 の序章となる物語。

## 登場人物
キャラクターの声優表記は、日 / 米の順。また、本項における話数・サブタイトルはディズニーチャンネル準拠とする。

### メインキャラクター
ソフィア (Princess Sofia)
声 - 菊地ゆうみ / アリエル・ウィンターAriel Winter
本作の主人公。紫色のドレスを着ている薄茶色の髪と水色の瞳の女の子。エンチャンシア王国の小さな村に住んでいたが、国王のローランド2世と結婚した母ミランダと一緒に王家に加わり、王立アカデミーに通って立派なプリンセスを目指している。
優しく勇敢で知恵がある。家族と友達、約束を大切にする性格。年齢は8歳〜10歳。村のチェンジボールのチーム"ダンウィディー・ダックス"と村のガールスカウトの"キンポウゲ団"のメンバー。
『はじまりのものがたり』ではアンバーにいじめられて村に帰りたがったが、ローランド2世にアバローのペンダントを贈られてセドリックやクローバーたちと出会い、シンデレラのアドバイスでアンバーの不安を知って舞踏会で仲直りした。第1話ではアンバーたちの反対を押してペガサス・ダービーにプリンセスで初めて参加し、ミニマスをパートナーにする。新しい家族を大切にしているが、母の日をミランダと二人きりで過ごせなくなった寂しさからルシンダにいたずらを頼んだことがある。
ペンダントの魔法で動物の言葉が分かる。困った時にペンダントが光り、ディズニープリンセスがアドバイスに現れたり、動物や人魚に変身したり、身体の大きさが変わることがある。ペンダントに閉じ込められたアバロー王国の王女エレナが魔法を使っていたが、アバローでエレナを解放し、ペンダントとドレスの色が紫からピンクに変わる（このエピソードは『アバローのプリンセス エレナ／エレナとアバローの秘密』で語られる）。
『にんぎょのともだち』では、仲良くなったメロウェイ・コーブの人魚姫ウーナをシーモンスターにさらわれ、人間を嫌って家族の船を沈めようとする人魚と人魚を信じない家族の両方に話を信じてもらえなかったが、アリエルのアドバイスで姉姫コーラの助けを借りて二つの国を結びつけた。
『ひみつの図書室』では、ティリーおばさんの導きでエンチャンシア城の「秘密の図書室」を発見し、まだ終わっていない物語をハッピーエンドに導く物語の守り人になった。
『しんぴのしま』では、物語の守り人として魔法の生き物が住む神秘の島に呼び出され、悪いクリスタルマスターのプリズマを倒した功績からソフィアたちの世界「エバーレルム」の守護者に魔法の生き物以外で初めて選ばれた。クリスタの試練を乗りこえて魔法のブレスレット"エンチャントレット"と"導きの弓"を手に入れ、ミニマスとユニコーンのスカイを守護者の馬にした。
最終回では王立アカデミーの卒業式の日に悪い魔法使いヴォーに国を支配され、最初の物語の守り人のアドバイスで自分の物語をハッピーエンドに導く決意をした。アンバーと協力して立ち向かうが、ヴォーとペンダントに閉じ込められてしまう。ディズニープリンセスの応援でヴォーを消し去り、仲間を集めたセドリックの魔法でペンダントから解放された。
アンバー (Princess Amber)
声 - 杉山あいり / ダーシー・ローズ・バーンズDarcy Rose Byrnes
ソフィアの新しい姉となったエンチャンシア王国のプリンセス。ジェームズの双子の姉で、彼より7分だけ早く生まれたことが第33話で明かされた。弟よりもやや明るい金髪で、琥珀色の瞳は「アンバー（琥珀）」の名前の由来。ローランド2世＆ミランダを「お父さま・お母さま」と呼んでいる。
わがままでプライドが高く、プリンセスらしいエレガントなことと注目を浴びてちやほやされることが大好き。たくさんのティアラやドレスのコレクションが自慢。思い通りにならないと過呼吸で倒れてしまう癖があったが、次第になくなっていった。
『はじまりのものがたり』では妹になったソフィアを気に入らずにジェームズといじめていた。しかし、反省したジェームズに叱られ、父がソフィアにアバローのペンダントを贈り、仲良くしていた城の動物がソフィアになついて塞ぎ込むが、ソフィアに舞踏会のダンスを誘われて仲直りした。
学校の演劇では衣装係を担当する。自分を着飾ることが好きで、第61話などでは一人だけ豪華な衣装を着ている。
天体観測も大好きで、新しい星を見つけた時は服装にもかまわず没頭し、自分が最初に発見した天体であることを証明して、"アンバリーナ星"という名前をつけた。
ルビーとジェイドとはソフィアとパジャマパーティーをした第2話が初対面で、二人を村の女の子だからと嫌煙していたが、楽しそうに村の遊びをするルビーとジェイドとソフィアを羨ましがって仲間に入れてもらった。
第4話ではソフィアとスポーツを楽しむローランド2世に構ってもらえず、"ねがいがかなういど"に願ってソフィアを父が苦手な猫に変身させたが、願いを使い尽くしてソフィアを人間に戻せなくなり、父の「2つ目の願い」で助けてもらう。第74話では父と娘の遠足でヒルデガードに「本当のお父様じゃない」と言われたソフィアを「今は家族だから本当のお父様と一緒」と励まし、ソフィアと父だけでゲームができるようにサポートしている。
野外活動全般が苦手。第48話ではソフィアとジェームズにペガサスの乗り方を習い、ウェンデルとの戦いでグリフィンを乗り回してペガサスにも乗れるようになる。第50話ではお城のチェンジボールのチーム「ロイヤル・レッドホークス」のコーチを任されてユニフォームのデザインに夢中になるが、ルールブックを読み込んで的確な作戦を考えた。第53話で"星の石"欲しさからキンポウゲ団のハイキングに行くがハイキング道具を忘れ、ソフィアたちのアイデアでドレスのテントを作ってバッジをもらい、沼のモンスターのモシーにティアラをあげてキンポウゲ団に入団した。第59話ではゾーイの冒険クラブに対抗して"プリンセスの冒険クラブ"を作る。
『プリンセスアイビーののろい』では、アバローのペンダントにプリンセスを呼ぶ力があることを知ってペンダントを盗む。ラプンツェルを呼ぼうとして現れた悪いプリンセスのアイビーに国を支配されかけ、アイビーの魔法のトンボからソフィアを庇ってペンダントの記憶を失った。
『しんぴのしま』では、アバローのペンダントに魔法の力があることを知り、魔法の宝石のペンダントが欲しくなって神秘の島に向かうソフィアについていく。プリズマに騙されてテラクリスタルを渡してしまい、ペンダントに選ばれたソフィアのように人助けできないと落ち込むがソフィアに励まされ、プリズマの気をそらしてテラクリスタルを破壊した。
第106話で男女関係なく最初に生まれた子供が王位を継ぐことが分かり、女王になれると知って喜ぶ。未来の女王としてティリーおばさんの結婚式で挨拶し、第110話では兄弟だけでエルフの女王たちをもてなした。第107話でエバーレルムアカデミーへの進学を希望する。
ジェームズ (Prince James)
声 - 藏合紗恵子 / ザック・カリソンZach Callison (Season One/Two)、タイラー・メルナTyler Merna (Season Two/Three)、Nicolas Cantu (Season Three)、Julie Dolan (as a baby)
ソフィアの新しい兄となったエンチャンシア王国のプリンス。アンバーの双子の弟で、金髪にヘーゼル色の瞳を持つ。興奮した時の口癖は「大砲ドカン！て感じ！」。
『はじまりのものがたり』では、アンバーにそそのかされてソフィアを噴水の池に落としたが、親友のザンダーに注意されてソフィアと仲直りしている。
シリーズ第1期ではローランド2世＆ミランダを「父上・母上」と呼んでいたが、第2期ではソフィアと同じ「パパ・ママ」に変わっている。
ソフィアと出会ったばかりの頃は落ち着いて見えたが、遊びや面白い事が大好きなやんちゃな性格で、スポーツ競技などの勝負事となると自己中心的なトラブルメーカーになりやすい。姉のアンバーとは話が合わず、わがままに少しうんざりしている。
王室のチェンジボールのチーム"ロイヤル・レッドホークス"に所属している（他のメンバーは、アンバー、ザンダー、マヤ、カリード、ジュンの5名）。第28話ではソフィアとペガサス・ダービー選手権に進出するが怪我で出られなくなり、マスコットの着ぐるみを着て応援を盛り上げる役を張り切った。第78話では初めてのサマーキャンプでかゆいツタを触ってみんなに避けられ、キャンプ対抗レースで悪者ウェンデルと家に帰ろうとするが、遭難から助けたソフィアたちの説得でレースに戻り優勝した。
第27話で誕生日を変えたがったアンバーの頼みを聞いたセドリックが魔法に失敗して赤ちゃんになり、アンバーとの絵が入った誕生日プレゼントのペンダントを見つけたアンバーに大好きな"ふたごのうた"を歌ってもらう。第33話では一日国王を任されてソフィアを大臣に任命し、セドリックの魔法を使って遊びながら仕事をする「あそびの王様」になり、村の人を困らせる赤ちゃん巨人のいびきを解決させようとした。
第106話ではティリーおばさんの結婚式で国王になれないと知ってがっかりする。アンバーに女王が務まらないことを証明しようとするが、未来の女王として立派に振る舞ったアンバーに謝罪し、騎士になって国を守ることを目指す。第107話では騎士学院への進学を希望した。
ミランダ (Queen Miranda)
声 - 八十川真由野 / サラ・ラミレス
ソフィアの母親。村で靴職人をしていたが、出来上がった靴の試し履きにお城を訪ねてローランド2世と恋に落ち、結婚して王妃になった。
焦げ茶色の髪に青い瞳、ラテン系の顔立ち。優しく知恵があり、常に家族を見守っている。初めての政務に戸惑う様子もなくローランドをサポートし、義理の子供のジェームズとアンバーを実の子供ソフィアと分け隔てなく接している。
得意料理はローランドの好物"プルプルプリプリプリン"。王国ピクニックではローランドのラケットに穴を開けるほどの打球を放った。
第78話では家族旅行を計画し、パンフレットとまるで違う散々な目に遭いながら空飛ぶ象を見つけることに張り切るが、驚いた象に追われて雨宿りに入った洞窟で旅行の失敗を謝るものの、たき火を囲んで家族水入らずの時間を過ごす。靴をなくしたジェームズに葉っぱとツタの靴を作っている。
第100話ではアンバーとソフィアに付き添って流れ星を見に海に出るが、助けた海賊船に船を沈められてしまい、海賊と取り引きして宝探しを手伝う。
最終回で船乗りだった最初の夫バーク・バルタザールを海で亡くした過去が明かされた。
ローランド2世 (King Roland II)
声 - 加藤亮夫 / トラヴィス・ウィリン
エンチャンシアの王様。ミランダと恋に落ちて妻に娶り、ソフィアの継父となる。金髪に金色の瞳。
世間知らずで子供っぽい側面もあるが、寛大で礼儀正しい王様。国王としてルールを厳しく守るが、優柔不断に見えてしまうことがある。ミランダを驚かせようと家族を描いたステンドグラスを用意するといった茶目っ気がある。
第4話でのマグナス国王との会談によると、父ローランド1世は健在。第73話に登場した皇太后を「母上」と呼び、古風な母の前では常にきちんと振舞おうとしている。第102話によるとセドリックは幼馴染で、昔は仲が良かった。
第21話では忙しい国王の仕事にうんざりし、ある日一家全員で村のパン屋になってしまう。まずいパンを焼きながら家族団欒を楽しむが、村の人々の生活には王様が必要だと気付いて元の暮らしに戻った。
第74話では､本当の親子ではないことを気にするソフィアに「生まれた時のことは関係ない。今は私の大切な娘なのだから」と話し、実子でも継子でも自分の子供であることに違いはないと伝えた。その言葉の通り、外出の際は必ず持って行く"幸運の時計"にアンバーとジェームズ、そしてソフィアの肖像画を忍ばせている。
最終回では、最初の妻ローレライとの間に子供ができないことを悩んで"ねがいがかなういど"に願いをかけ、アンバーとジェームズが生まれた代わりに妻を亡くした過去が明かされた。
クローバー (Clover)
声 - 根本泰彦 / ウェイン・ブレイディ
城に住む動物の中で一番ソフィアと仲がいい垂れ耳の灰色ウサギ。クローバーたち城に住む動物は、『はじまりのものがたり』で城の食べ物と引き換えにソフィアの手伝いを申し出てきた。
ソフィアの遊び相手であると同時に、動物らしいシンプルな発想から愚痴を聞いたり困りごとの相談にも乗っている。顔が広く、種族を問わないたくさんの動物の友達がいる。ノリの良いダンスや歌が得意で、何よりも食べることが大好き。いつもお腹を空かせていて、トラブルに遭った時もまず食料を優先させる。クラックルに会ってからは食材を焼いて食べることを覚える。
愛らしい外見に反し、お喋りでがさつな性格。一見、おおざっぱで自由気ままだが、ソフィアの何気ない行為に深く傷つく繊細な性格の持ち主でもある。第8話ではソフィアがペットコンテストに別のウサギを連れて行くと言い、傷ついて落ち込んでいたところをクラックルに励まされている。
ミア (Mia)
声 - 藤本美貴 / アシュリー・エクスタイン
城に住んでいる、ソフィアと仲良しの青い小鳥。
ロビン (Robin)
声 - RICO / ミーガン・ストレンジ
ミアといつも一緒にいる赤い小鳥。歌が好きで自分の美しい歌声が自慢。
ベイリーウィック (Baileywick)
声 - 後藤敦 / ティム・ガン
エンチャンシア城の執事。職務に忠実で有能な人物で、城になくてはならない存在。予定を確認するための金色の懐中時計を常に持ち歩いている。仕事柄、兄ナイジェルと同僚や部下以外の相手には必ず敬語で応対する（ソフィアに城に招かれた村娘ルビー＆ジェイドにも例外ではなく、ソフィアの友人として敬意を払って接した）。
王室の生活に慣れないソフィアのために、さまざまなアドバイスをする。第5話では、ステンドグラスを割ってしまったジェームズをかばったソフィアを諭した。第15話では「ウッドチャックスカウト」に所属していた過去に着目したローランドによって、ソフィアのキンポウゲ団の活動につけられた。気遣いが空回りして邪魔になってしまうものの、ソフィアたちを助けてキンポウゲ団の名誉団員として表彰される。
完璧な仕事ぶりから城で絶対の信頼を寄せられ、ローランド2世たちからは家族同然に思われている。第44話ではベイリーウィックを妬むスリックウェルに呪いのブローチを贈られて失敗ばかりしてしまい、ローランド2世たち城中の人々の説得を振り切って退職を願い出た。しかし、ソフィアがスリックウェルの企みを暴き、執事の職に留まる。第47話ではソフィアに氷の百合を贈られる。
セドリック (Cedric the Sorcerer)
声 - 小形満 / ジェス・ハーネル
ローランド2世に仕える城の魔法使い。本作におけるヴィランとして紹介された。アバローのペンダントを奪い、その力でエンチャンシアを支配しようと企んでいる。
皮肉っぽい性格だが、ローランド2世の関係者（特にペンダントを持つソフィア）の頼みごとは断りきれず、しばしば仕事を中断させられる。主な仕事は魔法を使ってパーティーの余興をしたり、魔法の薬を調合したり、ローランド2世の望みを叶えることだが、どれも失敗続きでローランド2世からは呆れられている。
偉大な魔法使いであるグッドウィンを父に持つが、子供の頃から落ちこぼれ扱いされて笑いものにされ、国王になって自分を認めさせるという野心を抱くようになった。母校のヘクスリーホール魔法学校では15年間魔法を勉強して22歳で卒業した。魔法を教えるのが上手い。ローランド2世からはジェームズのサポートを度々頼まれている。
ソフィアからは、『はじまりのものがたり』で孤立していたソフィアにペンダント目当てで話しかけたことで好かれている。『はじまりのものがたり』でソフィアにペンダントの魔法の力を教え、第4話では魔法の師匠を頼んできたソフィアと友達になり、魔法で作ったルビーと金の星の賞状をもらう。『はじまりのものがたり』と第1期ではソフィアに「シードリックさん」と呼ばれるたびに訂正しているが、第2期で突然「最初からセドリックさんと呼んでた」と言われて面食らう。第38話でソフィアに提案された「光り輝くセドリック（Cedric the Sensational）」の名前を気に入り、その後のエピソードでも使用している。第44話ではグレイロックに「ヘドリック」「セドチャック」「ケンドリック」「ハドリック」などとからかわれて不快がった。
不必要な悪事は行わないが、目的のためには手段を選ばず、第23話ではシーモンスターに変身して魔法の"人魚の櫛"を狙ってウーナを誘拐したり、第45話ではローランド2世を脅す目的で国中に"永遠の氷の魔法"をかけている。ソフィアと親しくなるにつれて良い行いをしているが、その後には普段通りにワームウッドと悪巧みをしている。
第38話ではソフィアの助けによって「ふしぎのもり」でのトラブルを魔法で解決し、父から子に代々受け継がれる強力な魔法の杖をもらった。第41話ではソフィアに魔法の杖のケースを贈られる。第46話では王立アカデミーの臨時教師を押し付けられるが、ヘクスリーホールの生徒のいたずらで体の自由を奪われ、恩師との思い出を活かしてトラブルを解決する魔法をソフィアたちに教えた。
第58話ではアバローのペンダントを奪うことに成功するが、"アバローのペンダントの掟"に呪われ、ペンダントの魔法を操ろうと格闘した末にソフィアに返却した。第69話ではソフィアの招待で憧れの魔法使いマーリンの城に姪カリスタと招かれ、カリスタが勝手に持ち帰ったマーリンの杖をモルガナに奪われてモルガナの退治に協力する。第94話では子供の頃に妹コーデリアの髪型を変える薬を失敗するまで魔法が得意だったことが明かされた。
第81話ではかつての同級生グリムトリクスの野望をソフィアと止めるが、第84話ではワームウッドの後押しでグリムトリクスの仲間になり、ワームウッドを通してソフィアに今までの悪巧みを暴露させられる。"メデューサの目"でローランド2世たちを石にして城を占拠するが、止めに入ったソフィアを攻撃することができずに投獄される。しかし、グリムトリクスからソフィアを助け、ローランド2世に生涯ソフィアを守る代わりに不問とされた。第85話では野心を捨ててローランド2世を支えることを誓い、ワームウッドに裏切られた代わりにソフィアを守ってローランド2世の信頼を取り戻した。
ティリー公爵夫人 (Aunt Tilly / Duchess Matilda)
声 - 杉村理加 / ボニー・ハント
ローランド2世の姉。第20話から登場。「公爵夫人」は公爵位についた女性のことで、第30話によると独身。ソフィア達からは「ティリーおばさん」と呼ばれている。いつも帽子を被ってマントを羽織り、どんなものも出し入れできる不思議な鞄と、黄色い日傘を持っている。第106話によると女王になる予定だったが、王位を弟に譲っていた。
冒険を好み、陽気で気ままな謎めいた貴婦人。恐れや迷いのない前向きな性格で、例えばソフィアが「失敗したらどうするの？」と不安げに語ると、「次は上手くやればいいのよ」とさらりと返して勇気付けている。
「ワンダフル」が口癖で、ジャンプして空中を歩くようにひょいひょいと足を動かす癖がある。世界でひとつのものが好き。
弟のローランド2世をとても可愛がり、ミランダにも心からの親愛を示す一方、赤ん坊の頃から知っている姪と甥には容赦がない。アンバーとジェームズにとっては誤魔化しのきかない厄介な伯母で、来訪の度にほっぺをツネられたり、頭を叩かれたり、容姿をけなされたり、アップルパイ作りの手伝いをさせられると言ってはティリーを敬遠している。
一見、ソフィアをからかって楽しんでいるようにも見えるが、第60話でそれらはソフィアの能力を試すテストだったと明かしている。
第61話からはイメージチェンジして登場。ソフィアの前の"アバローのペンダント"の持ち主で、ソフィアの部屋はかつてティリーの部屋だったことを語り、ソフィアを驚かせる。テストに合格したソフィアを"秘密の図書室"に導き、"物語の守り人"の仕事を受け継がせた。
第32話でドラゴンを手なずけた功績から勇気の盾を渡される式典でバートルビー卿に出会い、第106話で結婚した。

### サブキャラクター

#### 1.エンチャンシア城の人々
ギデオン4世
声 - 町田政則 / カルロス・アラズラキ
第3話の回想シーンに登場。ローランド2世の祖父。ジェームズによると、彼は在位中にトロール一族を1人残らずエンチャンシア城近くの洞窟に追いやり、洞窟から出て来ることを禁じている。
皇太后（グランママ）
声 - / フローレンス・ヘンダーソン
第73話に登場。ローランド2世の母。ソフィア達からは『グランママ』と呼ばれている。
息子からは伝統を大切にする厳格でお固い人物であると思われているが、実は世界中を回ってペガサスショーを観ているほどのペガサスの曲乗り愛好家。ジェームズとアンバーの力添えを得てウィンドホールに乗り、スターウィング・ペガサスショーの曲乗りコンテストに出場する。
バイオレット
声 - 茜部真弓 / ジェニファー・ヘイル
エンチャンシア城のメイド。ベイリーウィックの部下で城の雑事やソフィア達の身支度などを手伝う。目がぱっちりとした細身の娘で茶色の髪。村でのダンスが好き。
スゼット、マーシー
声 - / ジェニファー・ヘイル
エンチャンシア城のメイド。バイオレットと同じくベイリーウィックの部下で城の雑事やソフィア達の身支度などを手伝う。褐色の肌の細身の娘がスゼット、やや背が低くぽっちゃりとした娘がマーシー。
御者
声 - / サム・リーゲル
エンチャンシア城のペガサスの馬車の御者。ソフィア達が外出する際にたびたび登場する。第71話など。
マイルズ長官
声 - 宮本崇弘 / クランシー・ブラウン
第14話から登場。エンチャンシア王城の衛兵たちの直接の上司。グリフィンによる貴金属の盗難騒ぎが起きた時の犯人捜しを指揮した。第24話では雪の中行方不明になったローランド2世達の捜索、第48話では突然いなくなったペガサス達の行方の捜索なども行っている。
ウォレス
声 - 板野正輝
第14話に登場。マイルズ長官の部下。
アームストロング
第18話に登場。氷の彫刻家。
マダム・コレット
声 - 野村須磨子 / ジェニファー・ヘイル
第25話に登場。アンバーのお気に入りのドレスデザイナー。パレードに着るための鳥の衣装を依頼され、一日で4着も制作した。
バートルビー卿
声 - 落合弘治 / キース・ファーガソン
第30話に登場。エンチャンシアで最も勇敢な騎士であるが、誰とも口をきかないため「静かな騎士」と呼ばれている。
実はかなり高い変わった声の持ち主で、その個性へのコンプレックスから笑われるのを恐れ無口なキャラクターを通してきたが、ソフィアの質問に返答する形で口を開く。
ソフィアの助言で自身の個性を受け入れた彼は、一目ぼれしたティリーに想いを打ち明ける決心をし、最初は失敗するが最終的に想いが通じてティリーの"理想の人"となる。
フィネガン卿
声 - 田中英樹 / ロビン・アトキン・ダウンズ
第30話に登場。恰好いい騎士になりたいと思いついたジェームズにいろいろな仕事を厳しく言いつけ、騎士見習いとして鍛えた。
マックスウェル卿
声 - 佐山陽規 / トーマス・ブロムヘッド
第30話に登場。エンチャンシア城で最も歌うことが好きな騎士。ソフィアからバートルビー卿が高い声のためにティリー夫人に告白できず悩んでいると聞き、自慢の美声を生かしてバートルビー卿に協力する。
グウェン
声 - 小清水亜美 / ジニファー・グッドウィン
第34話に登場。エンチャンシア城の厨房で働く、アンドレ・シェフの娘。料理係だが発明が趣味。日々の仕事の合間に発明に取り組んでいたが、発明の才能を認められてからは発明家となる。
アンドレ
声 - 各務立基 / ロビン・アトキン・ダウンズ
第34話から登場。グウェンの父親でエンチャンシア城の料理長（シェフ）。
以前晩餐会で自ら発明した給仕機を使って配膳している最中に、機械が暴走してローランド2世の頭上にプリンをぶちまけるという失敗をしたことから、娘にも発明家の道は諦めて厨房の仕事に専念するように言いつけている。
第51話では『贈り物の日』のために豪華なケーキを作るが、イタズラな妖精たちに台無しにされてしまう。
ランブリンガム公ギルバート卿
声 - / キース・ファーガソン
第35話に登場。ランブリンガムの公爵。自ら企画した象のパレードで壊れてしまった橋の修復をローランド2世に依頼する。
ジョイ
声 - / ジー・ハネリアス
第35話に登場。ギルバート卿の娘。ウサギやダンスが大好き。ソフィアと遊ぶ約束をしていたのだが、ソフィアの魔法の失敗から生まれた悪いソフィアによって散々に振り回されてしまう。
ホーンパイプ提督
声 - あべそういち / ジム・カミングス
特別エピソード『にんぎょのともだち』に登場。ソフィアたちがバカンスを楽しむ際に使った王室の豪華客船の船長。
アーウィン先生
声 - 楠見尚己 / キース・ファーガソン
第49話に登場。アンバーやジェームズたちに星について勉強を教えてくれるお城の天文学者。新しい星を発見したアンバーに、新たな天体を発見した証明をする方法を教える。
本の語り人（Book Narrator）
声 - 各務立基 / ヒュー・ボネヴィル
第61話より登場。『ひみつの図書室』でソフィアに選んだ本の内容を読み上げ、物語にいざなう。
ザカライアス・フリーバー教授
声 - / クリス・パーネル
第72話に登場。シーリアンの専門家を志す研究者。
マッキントッシュ船長
第72話に登場。海上にてミランダ王妃に操船方法の個人指導をする。
バーンストーム伯爵督
声 - / キース・ファーガソン
第73話に登場。アンガスとジェミナが趣味で始めた曲乗りが見事だったため、スターウィング・ペガサスショーを始めた。

#### 2.王立アカデミー
フローラ、フォーナ、メリーウェザー校長
声（フローラ） - 勝生真沙子 / バーバラ・ディリクソンBarbara Dirikson
声（フォーナ） - 吉田美保 / ルシー・テイラーRussi Taylor
声（メリーウェザー） - 亀井芳子 / トレス・マクニールTress MacNeille
『眠れる森の美女』に登場する3人組の妖精で、作中ではソフィアが通うことになる王立アカデミーの校長職を共同で務めている。
自らの体の大きさを自由に変化させることができる。服の色は順に赤、緑、青。
ヒルデガード王女（Princess Hildegard）
声 - 壹岐紹未 / ココ・グレイソンCoco Grayson、Jenna Lea Rosen(Singing Voice)
第1話から登場。フリーゼンバーグ王国のプリンセスで、ティアラを84個持っている。ザンダー王子曰く「目立つことが大好き」。扇子を使うことが得意。
父親のヘンリク国王に甘やかされ、アンバーに輪をかけてわがままでプライドが高い。第68話でオラフを欲しがり、第74話では珍しい動物を見るたびに父にせがんだ。第74話ではソフィアにローランド2世は本当のお父様じゃないと言ってしまい、アンバーに反論されて取り消した。
第41話では魔法の絵の授業でソフィアに見栄を張って絵の中から出られなくなり、子供の頃に姉の友達に笑われて「何でも知っているふりをすれば好かれる」と思ったことを話した。
親友のクリオを言いなりにさせていたが、第55話で舞台に出たがったクリオと初めて喧嘩し、アンバーの説得で舞台を見届けて仲直りした。
第56話ではダイヤモンドにつられて冒険クラブに入り、ダイヤモンドを独り占めしたがってクリオに呆れられる。第108話では魔法考古学者カサンドラとのクラブ活動で、自分だけ大発見をしていない焦りから空回りするが、"オアシスの宝石"を見つけて友達との協力を学んだことが一番の発見だと話した。
第107話でロイヤルファッションスクールへの進学を希望する。第108話によると、"フルールド・フリーゼンバーグ"という自分だけの香水をつけている。

クリオ王女（Princess Clio）
声 - ブリドカットセーラ恵美 / ハーレイ・グラハムHarley Graham、Jenna Lea Rosen (Singing Voice)
第1話から登場。コリンチア王国のプリンセス。お城にプールがある。人に合わせる大人しい性格で、アンバーとヒルデガードに比べて自己主張をあまりしない。第55話によると趣味は舞台鑑賞と帽子を集めること。
第2話ではパジャマ・パーティーでアンバーとヒルデガードと一緒にルビーとジェイドを邪険にするが、ルビーとジェイドとソフィアを悲しそうに見送った。
ヒューゴのファンで、第6話ではフォーナの授業でヒューゴとのペアを指名されたときには大喜びした。
親友のヒルデガードの言うことは何でも聞いてしまう。第55話ではソフィアの応援でエロディ先生に歌の才能を認められて舞台の主演女優に抜擢され、ヒルデガードに初めて意見を言った。第108話によると、プリンセスの冒険クラブで新種の虹の蛾を発見している。第107話で舞台芸術アカデミーへの進学を希望する。
ジュン皇女（Princess Jun）
声 - 小山友香里 / Michaela Zee
ウェイリン帝国のプリンセス。中華風の着物を着ている。
アンバー、クリオ、ヒルデガードの3人と友達。マヤと一緒に行動することもある。おっとりした優しい性格で、王立アカデミーに初めて登校したソフィアに最初に挨拶した。
第37話ではウェイ・リンの忠告を聞いてソフィアとアンバーと一緒にジェームズとジンとクオン皇帝を助けに行く。第76話でウェイリン帝国の"凧揚げ祭り"の開会の挨拶を任されるが、前の日に風邪をひいてしまう。第84話では第一回魔法使い会議に参加するウェイ・リンとヘクスリーホールを訪れた。第107話で科学魔術研究所への進学を希望する。
ビビアン王女（Princess Vivian）
声 - 千葉千恵巳 /サブリナ・カーペンター
第6話から登場。ズマリア王国のプリンセス。音楽全般が趣味で、楽器はマンドリンがいちばん好き。ドラゴンのクラックルを飼っている。内向的な性格で、自他共に認める恥ずかしがり屋。
アンバーたちに悪い噂を流されていつも教室の後ろに隠れていたが、仲良くなったソフィアに誤解を解いてもらった。第59話ではアンバーにのけ者にされたゾーイを見かねてソフィアと協力する。
第31話では理科の発表会でカリードとペアになり、ソフィア＆ジェームズおよびデズモンド＆アンバーのペアと競い合う。第65話では新しいお城に引っ越すのが嫌で、妖精に頼んで幽霊騒ぎを起こしてもらう。
第82話ではソフィアたちと王立アカデミーバンドを結成する。バンドに魔法の音楽を教える音楽家ヴァン・ロカ男爵に特別扱いされて傲慢になり仲間を怒らせるが、ヴァン・ロカに音楽の才能を盗まれて反省し、仲間と音楽の魔法を奏でてヴァン・ロカに立ち向かった。第107話で舞台芸術アカデミーへの進学を希望する。
ザンダー王子（Prince Zander）
声 - 多田このみ / カラン・ブラル
タングー王国のプリンス。ターバンを巻いている。特別エピソード『はじまりのものがたり』では、ソフィアを魔法のブランコに乗せて噴水の池に落としたジェームズに注意した。第6話で名前が、第12話で国名が明らかになる。
第12話でタングー王国に各国の王子王女を招待し、ヒルデガードにタングーのすごいものを見せて誉めてもらおうとした。第107話では科学魔術研究所への進学を志望する。
デズモンド王子（Prince Desmond）
声 - 佐藤美由希 / マキシム・ナイト
第16話から登場。王立アカデミーで一番成績がいい。賢く論理的だが、臆病で内向的。
ガーデニングクラブにソフィアとジェームズと参加し、特別教師のネトルの悪巧みを止めようとした。成長させた魔法の植物を操ってネトルを邪魔したり、ネトルにつかみかかる思い切った一面を見せる。
第87話ではペキュリアン教授の不思議のガーデニングの授業の宿題に悩む。図書館の本を読んでも答えが見つからなかったが、クラスで一番優秀なことにこだわり、周りの助けを借りずに自分だけで答えを見つけようとした。
第107話では新しい学校を選ぶ日に得意分野の魔法と騎士になる夢で悩み、騎士にならなくても国を守ることはできると科学魔術研究所への進学を希望する。
カリード王子（Prince Khalid）
声 - 山本和臣 / カーマニ・グリフィン
カルドゥーン王国のプリンス。マヤとリーナの兄弟。
第10話で王国ピクニックに参加し、ゲームの勝利にこだわって自慢するジェームズと喧嘩する。第31話では理科の発表会でビビアンとペアを組んでジェームズたちと競った。
第67話でアイスホッケーのチームメイトのヒューゴがアイスダンスに出ることを応援する。第82話では王立アカデミーバンドのコントラバスを担当した。第107話でロイヤルファッションスクールへの進学を希望する。
ヒューゴ王子（Prince Hugo）
声 - 近木裕哉 / コリン・フォードColin Ford (season1)、Grayson Hunter Goss
第1話から登場。プリンセスに人気があるハンサムなスポーツマンだが、傲慢で自分勝手なところがある。
プリンスしか参加しない"ペガサス・ダービー"に挑戦したソフィアに嫌味を言って邪魔するが、ソフィアとミニマスに負けてしまう。アンバーも大ファンだったが、ライバルのソフィアをミニマスから落馬させて嫌われてしまった。
第28話によると、スポーツで功績を残した家族にプレッシャーを感じている。怪我をしたジェームズに代わってペガサス・ダービーにソフィアと出場し、最初は一番にこだわっていたがソフィアとのチームワークで空の王冠トロフィーを勝ち取った。
第56話では、ソフィアと最も仲の良いプリンスの友達として登場。プリンセスしか参加していない"アイスダンス"に心を奪われ、ソフィアと隠れて特訓する。父親にはホッケーでの活躍を期待されるが、アイスダンスの発表会でソフィアと喝采を浴びて認められた。第107話でコリンシアスポーツスクールへの進学を希望する。
ゾーイ王女（Princess Zooey）
声 - 矢野亜沙美 / フィオナ・ビショップ
ずっと家族と旅暮らしをしてきた冒険家のプリンセス。第39話から登場。同エピソードでは王立アカデミーを見学しに来ている。第59話から王立アカデミーの転入生として正式に登場する。
転入生に注目が集まるのが気に入らないアンバーと対立する。初めての学校で友達の作り方が分からずにソフィアの勧めで"冒険クラブ"を結成するが、冒険クラブからアンバーだけ閉め出して更にこじれた。
世界中を旅してさまざまな経験をしてきたためか、博識で芸術センスも独特の感性を持っている。第107話で冒険学校への進学を希望した。
カリィ王女（Princess Kari）
声 - 春野ななみ / キアーラ・ムハンマド
第59話に登場。ソフィアの友だちとして紹介されたプリンセス。
体操チームのキャプテンで、錬金術も得意な優等生。第55話ではクリオと演劇に出演した。母親が得意なバレエだけは苦手で、ソフィアとアンバーと一緒にエロディのバレエの先生セルジオ=アダージォのレッスンを受ける。
マヤ王女（Princess Maya）
声 - / オリビア・グレース
第9話より登場。スポーツが得意。
カルドゥーン王国のプリンセス。ジュンと同じく『はじまりのものがたり』で初登場。
第4話でジェームズのすぐ後ろ（2列目の向かって一番左の席）に座っている。第9話から名前が明かされる。
ラクシュミ王女（Princess Lakshumi）
声 - / Sarah Mitchell (season 1)、Shavanie Jayna (season 3)
第59話に登場。ソフィアの友だちとして紹介されたインド風のプリンセス。第56話で名前が判明する。
ポポフ教授
声 - 佐々木啓夫 / ジム・カミングスJim Cummings
第1話より登場。『はじまりのものがたり』などに登場。王立アカデミーのダンス教師でソフィア達にワルツなどの踊り方を教える。常に動作にダンスの振り付けやステップが入り、「ポポポ！」の掛け声とともにくるくる回ったりポーズを取ったりと忙しい。
ダンスだけでなく魔法も得意で、第39話では妖精の先生達のかわりに魔法の授業を担当し、二つのものを一つにする魔法の薬の作り方を教えた。
ギリアム卿
声 - 永井寛孝 / ジェス・ハーネルJess Harnell
第1話より登場。『ペガサス・ダービー』に出場する全てのペガサスの管理人。ペガサスに詳しく、世話の仕方からレースの実技の指導もする。
ヒギンズ（Mrs.ヒギンズ）
声 - 吉田美保 / ルシー・テイラーRussi Taylor
第8話に登場。魔法アカデミー付属図書館の司書。本のことなら何でも知っている。プリンセスのテストで、ソフィアがヒギンズさんのために様々な手助けをしたが、実はフォーナ先生が魔法で化けた姿だった。
ブライアン
声 - 森田了介 /
第28話に登場。ギリアム卿と共にペガサスを管理するアシスタントコーチ。ギリアム卿がペガサスレースの難しいチームプレイ『回転投げ』の説明をする際、実践例としてギリアム卿に投げ飛ばされる。
ヘンリー卿
声 - 立岡耕造 / トレバー・デヴァルTrevor Devall
第56話に登場。王立アカデミーのアイスホッケーチームのコーチ。アイスダンスの審査員も兼務している。「今日やって、明日勝つ」がモットーで選手達のランニングの掛け声にしている。
エロディ先生（Miss.エロディ）
声 - 石田嘉代 / タニア・グナディTania Gunadi
第55話から登場。王立アカデミーの演劇およびバレエの講師。舞台芸術全般に通じ、演技指導や演出、歌、ダンスなどを生徒に教える。一見エキセントリックな人物に見えるが、性格は極めて常識的で優しく真面目。
第59話ではソフィア、アンバー、カリィにバレエの基礎を教え、第74話では各国王とプリンセス達を動物園に引率した。国王相手でも注意事項はきちんと守らせ、レクリエーションの仕切りやガイド役もこなす。
ペキュリアン教授
声 - 山路和弘 / スティーヴ・ヴァレンタインSteve Valentine
第83話に登場。マジェスティックホールの教師。学年が上がったソフィアたちに新しい授業を教えた。本から知識を得るのではなく、体を使って体験から勉強するというスタイルをとっている。

#### 3.他の王国の人々
ジン皇子（Prince Jin）
声 - 寺島惇太 / ブライアン・リー
第9話から登場。ウェイリン帝国のプリンスで、ジュンの兄弟。
王立アカデミーの生徒ではない。ジュンにはジン以外の兄弟もいるらしい。
ギャリック国王（King Garrick）
声 - 各務立基 / キース・ファーガソンKeith Ferguson
第28話より登場。ヒューゴとアクセルの父親で、息子たちに男らしい王子であって欲しいと思っている。
第56話ではアイスホッケーのコーチとして王立アカデミーに来る。ヒューゴにアイスダンスへの想いを告白されて困惑するが、大会で見事なダンスを披露した息子を称えた。
アクセル王子（Prince Axel）
声 -  井之上潤 / コリン・フォードColin Ford
第28話に登場。ヒューゴの兄。以前のペガサス・ダービーでソフィアに敗れた弟をからかうが、ジェームズの代わりにヒューゴが出場したペガサス・ダービーでは、父・ギャリック国王と共にヒューゴを応援する。
モーガンとバンス
声（モーガン） - 米内佑希 / セイジ・ライアンSage Ryan
第28話に登場。ジュニア騎手アカデミーの選手であり、前回のチャンピオン。
ソフィアとヒューゴを自己紹介で威圧した。しかし、本戦ではソフィアとヒューゴのチームプレイに敗北。何が起きたかを全く理解できない様子であった。
ヘンリク国王
声 - 西村太佑 / ミック・ウィンガートMick Wingert
第68話に登場。フリーゼンバーグ王国の国王で、ヒルデガードの父親。ヒルデガードを「かわいいヒルデガード」と呼んで溺愛し、欲しいものをなんでも与えている。
しかし、第74話では初めてヒルデガードのわがままを叱り、「何でも思い通りにはならないということをそろそろ学んだ方がいい」とたしなめる。
アストリッド王女（Princess Astrid）
ヒルデガードの姉。第41話のヒルデガードの歌に登場。
ネトル（Miss Nettle）
声 - 福島桂子 / メーガン・ムラーリーMegan Mullally
第16話から登場。かつてフローラ、フォーナ、メリーウェザーの校長3人組に魔法を教わっていた妖精。何でも一番になりたがっている。
フローラ達の好意で王立アカデミーの魔法のガーデニングの授業の臨時講師に招かれたが、実習生時代に見せてもらえなかった魔法の本を強奪してマレフィセントより強くなろうと企んでいた。
フローラたちから杖を奪って魔法の泡に閉じ込めたが、ソフィアと協力してフローラたちを解放したデズモンドに杖を奪われ、あっけなく王立アカデミーから追放される。
第68話では、一年中雪に覆われたフリーゼンバーグ王国にひとつだけ咲く美しく強い花"氷の雫"を、フリーゼンバーグ王国から全て盗み出そうとしてソフィアに止められる。しかし、実は"氷の雫"の生みの親であり、王国の庭師に盗まれた氷の雫を取り返そうとしていたのだった。真実を知ったヘンリク国王がその功績を称えようと花の名前を"ネトルの雫"に改め、お礼にフリーゼンバーグ王国に花を貸すことを約束した。
第96話では良い魔法使いの仕事をするようになり、眠り病を治す花を作った。ソフィアの協力で花に必要なアイビーの蝶々を貸してもらい、仲良くなったアイビーに目を色から守るサングラスをプレゼントした。
サッシャ
声 - 福島桂子 / メーガン・ムラーリーMegan Mullally
第26話に登場。ソフィアの"アバローのペンダント"を狙ってネトルが化けた魔法使い。魔法の幻を使い、ローランド2世達に上手く取り入るが、特徴的な甲高い高笑いからソフィアには怪しまれた。
更には自ら正体を明かしたことが仇となり、ソフィアとセドリック、クローバーとワームウッドとの連携プレイで計画は阻止される。
ハビブ国王、ファルナス王妃（King Habib and Queen Farnaz）
声 - かとうあずさ / ショーン・シュメルSean Schemmel
第62話に登場。タングー王国の国王夫妻で、ザンダーの両親。ハビフ国王は頭に大きなターバンを巻いている。
マダム・ユベッチャ
声 - 小宮和枝 / ニカ・ファターマンNika Futterman
人の顔を見るなり決め台詞の「何も言わないで！」と言い、水晶玉を覗いて探し物のヒントを教えてくれる謎の占い師。第12話で初登場し、タングー王国近郊のバザールにある占いの館を訪問したソフィアとアンバーに進むべき場所などを示した。
第13話でソフィアに自己紹介をしてクローバーの居場所を教える。第62話ではタングー王国のバザールに店をかまえ、ソフィアにランプパトロール隊の本部を教えた。
カジーム
声 - 地蔵堂武大 / コナー・ワイズConnor Wise
第62話に登場。タングー王国を訪れたソフィアが開けてしまった荷物から現れたランプの精の少年。初めて外に出たため、ランプの精に決められたルールを理解していない。
楽しい願い事とあらば手当たり次第にかなえて皆を喜ばせようとし、タングー王国中を混乱させてしまった。ソフィアに諭され、フィズの誘いでランプパトロールに入隊し、きちんとランプの精のルールを覚えることを誓う。
フィズ巡査部長
声 - 落合弘治 / キース・ファーガソンKeith Ferguson
第62話に登場。ランプパトロール隊のリーダーを務めるランプの精。204個ある『ランプの精の決まり』を守らないルール違反のランプの精を取り締まっている。人手不足で隊員がフィズしかいない為、ランプパトロールの受付やヒラの巡査も兼任している。
セシリー女王、マーカス国王（King Marcus and Queen Cecily）
声 - 亀井芳子、宮本克哉 / バーバラ・ディリクソンBarbara Dirickson、ステファン・グアリーノStephen Guarino
第6話より登場。ズマリア王国の国王夫妻で、ビビアンの両親。娘の内気な性格を心配している。
警官
声 - 小田純也 /
第70話に登場するズマリア王国の警吏。各国に指名手配されていたお尋ね者クリスピーを連行した。
ルパート王子（Princes Rupert）
第8話にジュンの工作のパートナーとして名前だけ登場するプリンス。詳細は不明。
クオン皇帝（Emperor Quon）
声 - 鏡優雅 / ジェームス・シーJames Sie
第9話から登場。ウェイリン帝国の皇帝で、ジュンとジンの父親。王国のピクニックで王族たちがスポーツを楽しむなか、体を動かす事が苦手で敬遠していたが、ローランド国王にただ楽しめば良いと言われて光のバドミントンの試合を楽しむ。
第37話では1万個の宝物と引き換えに翡翠の虎を閉じ込めた"翡翠の洞窟"に、宝探しに行ったジェームズとジンを助けに行く。
リンリン妃（Empress Lin-Lin）
声 - / ジーナ・K・ボウズG.K. Bowes
第9話から登場。クオン皇帝の妃で、ジュンとジンの母親。
ウー・チャン（Wu-Chang）
声 - / キーオン・ヤングKeone Young
第37話に登場。ウェイリン帝国の宮廷魔法使い。古くから伝わる魔法に詳しい。翡翠の洞窟にはクオン皇帝も知らない罠があると慌て、ソフィアとアンバーとジュンに洞窟の罠を教えた。
第76話ではジュンの風邪が"凧揚げ祭り"の挨拶までに昔ながらの薬草で治ると主張するが、古い技術より新しい技術を好むクオン皇帝に取り合われず、ソフィアとジンと薬草を採りに行く。第84話ではグリムトリクスの悪巧みに反対して捕らえられる。
ナシール国王、アニヤ王妃（King Nasir and Queen Anya）
声 - 品田美穂 / ショーン・シュメル、ルジーナ・K・ボウズG.K. Bowes
カルドゥーン王国の国王夫妻。マヤ＆カリード＆リーナの母。夫はナシール国王。
アニヤ王妃は登場してすぐに紹介されたが、ナシール国王の名前は第21話のベイリーウィックの台詞で明らかになる。
リーナ王女
声 - / Sarah Mitchell
カルドゥーン王国のプリンセス。第9話で初登場したが、「王国のピクニック」内のイベントでの子供たちによるスポーツ大会には参加しておらず、アンバーと一緒に工作に没頭していた。
やや内向的で、あまり器用ではない。ジンと同様、王立アカデミーの生徒ではない。
エイブリィ女王（Queen Avery）
声 -  / キャス・スーシーKath Soucie
第39話に登場。ゾーイの母親。王立アカデミーを見学に来る。
ラニ（Princess Lani）
声 - 山北早紀 / アビゲイル・マヴィティAbigail Mavity
第40話から登場。霧の中に隠されたハカロ王国のプリンセス。本名はレイラニ。
ママヌに盗まれた"エメラルドの鍵"をソフィアたちに拾われ、エンチャンシア城でママヌが化けた偽物とプリンセスのテストを受けた。外の世界のプリンセスの作法を知らず、ママヌに邪魔されてテストに負けてしまうが、ソフィアとクローバーたちの協力でママヌを倒した。
第67話ではラニたち家族に天候を操る能力があり、イライラすると嵐を呼んでしまうことが明らかになる。次期国王にふさわしいかを決める"炎の真珠の儀式"に挑戦し、ソフィアに案内役の"アカフナ"を頼んだ。
カメア国王、ハリア王妃（Kamea and Halia）
声 - 後藤敦、宮寺智子 / ケビン・マイケル・リチャードソンKevin Michael Richardson、モニカ・リチャードソンMonica Richardson
第40話から登場。ハカロ王国の国王夫妻で、ラニの両親。
ママヌ（Mamanu）
声 - RICO / アンジェリーク・ペリンAngelique Perrin
第40話から登場。かつてはハカロの城の魔法使いだったが、博物館から魔法のクリスタルを盗んで永久に追放され、ハカロへの仕返しを企んでいる。
ハカロ王国への道を開くことができる"エメラルドの鍵"を盗むが、エメラルドの鍵をソフィアたちに拾われてラニに化け、エンチャンシア城で本物のラニを試すテストを受けた。ハカロの外の王族のマナーを知っていたためにテストに合格するが、クローバーやミアたちが呼んだ森の動物たちに撃退される。
第67話では、ラニの儀式を手下のマイロと共に失敗させようと企んだ。しかし、ソフィアの助言を聞いたラニが天候を操る能力を制御できるようになって再び撃退され、腹いせにマイロを石像に戻してしまう。
マグナス国王（King Magnus）
声 - 鏡優雅 / カルロス・アラズラキCarlos Alazraqui
第4話から登場。ルーディスタン王国の国王。口癖は「わが国の〇×は、...」で、折に触れては自国の自慢話をしたがる。
ローランド2世の父親ローランド1世の友人であり、2世の来賓としてエンチャンシア城に招待される。第26話ではエンチャンシアの晩餐会に招待される。泳ぎが苦手。
グレイロック（Greylock the Grand）
声 - 及川ナオキ / ミッチェル・ウィットフィールドMitchell Whitfield
第44話に登場。ルーディスタン王国の城の魔法使い。人を楽しませる魔法が得意。
ヘクスリーホール魔法学校時代のセドリックの同窓生。セドリックにいたずらをしたりわざと名前を間違えてからかうが、セドリックと協力して国王たちを救った。
第84話ではグリムトリクスの魔法騎士団に加わってルーディスタン王国を乗っ取るが、良い魔法使いたちに捕らえられた。
スリックウェル（Slickwell）
声 - 畠中洋 / クリスチャン・ボールChristian Borle
第44話に登場。ルーディスタン王国の執事。"クルツェンハイマーのブローチ"の呪いでベイリーウィックを引退させてエンチャンシア王国の執事になろうとするが、ソフィアとクローバーに悪巧みを明らかにされてマグナス国王に放逐された。
プリンセス・アイビー（Princess Ivy）
声 - 園崎未恵 / アンナ・キャンプAnna Camp
特別エピソード『プリンセスアイビーののろい』に登場。アバローのペンダントを盗んで呪われたアンバーに呼び出された悪いプリンセス。
白と黒の王国のプリンセスだったが、わがままな性格から女王の姉を妬み、反乱を起こして島に流された。鮮やかな色を嫌い、全てのものを白黒にする蝶々と人々の記憶を奪うトンボを使役する。ペンダントを壊してエンチャンシア王国を支配しようとしたが、ソフィアとアンバーに倒されて島に送り返される。
第96話ではペンダントの力で島に呼ばれたソフィアに仕方なく蝶々を探す手伝いを頼み、"眠り病"を治すネトルの"おはようデイジー"に蝶々が使われたことに腹を立てる。ペットのロマがソフィアとネトルに協力したことにも気を悪くするが、眠り病にかかったロマの治療に蝶々を解き放ち、動物たちに手作りの玉座をプレゼントされる。
ロデリック王子（Prince Roderrick）
声 - / ケイリー・エルウィスCary Elwes
第61話に登場。ボレア王国のプリンス。ペガサスが大好きで、自由を求めて家出したマジモを捕まえ、自分のお城の豪華な馬小屋に閉じ込めてしまう。
ギャビン（Gavin）
声 - / フレッド・タタショアFred Tatasciore
第61話に登場。ロデリックの側近。
ウーナ王女（Oona）
声 - 須藤祐実 / キーナン・シプカKiernan Shipka
特別エピソード『にんぎょのともだち』から登場。エンチャンシア王国の避暑地"メロウェイ・コーヴ"付近の海底にある人魚の王国のプリンセス。
海を操る強い魔力を秘めた伝説の"人魚の櫛"を受け継いだため、シーモンスターに姿を変えたセドリックにさらわれる。
第105話では人魚のショーに出るが人魚の櫛を使って小さな波を立てるだけの役を不満に思い、すごいことがしたくて"海の竜巻"を起こしてしまう。
コーラ王女（Cora）
声 - 小林沙苗 / サラ・ミシェル・ゲラーSarah Mitchell
特別エピソード『にんぎょのともだち』から登場。人魚の王国の次期女王で、ウーナの姉。過保護なところがありウーナを赤ちゃん扱いしている。空に虹をかける"潮のほら貝"を持っている。
エマーリン女王（Queen Emmaline）
声 - 松下こみな / ジョディ・ベンソンJodi Benson
特別エピソード『にんぎょのともだち』から登場。人魚の王国の女王。嵐を起こす"三つ又のほこ"を持っている。メロウェイ・コーヴで遊んでいた人魚たちが人間たちに捕まりそうになり、人間を強く警戒している。
プランク（Plank）
声 - あべそういち / フィル・モリスPhil Morris
特別エピソード『にんぎょのともだち』から登場。エマーリン女王の相談役。人間によって左腕に深い傷を負わされた痛みから、人間に強い不信と憎しみを抱いている。
フルーク（Fluke）
声 - 深谷悠 / Gabe Eggerling
第57話に登場する人魚の青年。目立ちたがりな性格で、ソフィアの人気に嫉妬する。
フリップ（Flip）
声 - / コナー・ワイズConnor Wise
第57話に登場する人魚の少年。人魚バンドのメンバー。彼のマンタコーンの角の笛が折れてしまったため、フルークがマンタコーンの角を取りに行く。
テサ王妃（Queen Tessa）
声 - 高尾まみ / シャリ・ベラフォンテShari Belafonte
第59話に登場。カリィの母親。バレエが得意で、王立アカデミーのレッスン室には現在も彼女の肖像画が飾られている。
オバーリン国王（King Oberlyn）
声 - 小西のりゆき / マイケル・レオン・ウーリーMichael-Leon Wooley
第74話に登場。カリィの父親。父と娘のキャンプに参加した。
ラージャヴィジャイ国王（Raja Vijay）
声 - / アアロック・メフタAalok Mehta
第74話に登場。ラクシュミの父親。
デレク王子（Prince Derek）
声 - 地蔵堂武大 / コナー・ワイズConnor Wise
第56話に登場。アイスホッケーのチームに入っているプリンス。ヒューゴーがアイスダンスをする姿を見て笑う。
チャド王子（Prince Chad）
第59話に登場。半ば強引に『アンバーのぼうけんクラブ』に加入させられる。
マーリン（Merlin）
声 - 福沢良一 / ジェフ・ベネットJeff Bennett
第69話に登場。セドリックが憧れている伝説の魔術師。強力な魔法を使いこなし、悪い魔法使いモルガナを倒した。ドラゴンホールドの塔に住み、最強のドラゴンクローの杖を保管している。
多くの知恵をたくわえ、茶目っ気があり親しみやすい。ソフィア、セドリック、カリスタに塔の中を案内して珍しい魔法を教えた。
モルガナに捕らえられたセドリックを助けるため、モルガナの屋敷にソフィアやカリスタと入り込んでモーガンと対決するが、魔力が拮抗し膠着。セドリック、カリスタが参戦し、ソフィアとの連携プレイでモルガナを鏡の中に封じ込め懲らしめる。
モルガナ（Morgana）
声 - 定岡小百合 / キャサリン・オハラCatherine O'Hara
第69話に登場。マーリンの宿敵の邪悪な魔法使い。インプ達を従えて不気味な屋敷に住んでいる。うぬぼれ屋で自分の姿を見る為に屋敷中に鏡を飾っている。マーリンに匹敵する強い魔法使いだが、魔法の本の読解力ではセドリックに劣る。カリスタが勝手に持ち出したドラゴンクローの杖を奪ってマーリンたちと戦った。
第84話ではグリムトリクスの「魔法騎士団」に入るが、良い魔法使いに捕らえられる。
オリバー卿（Sir Oliver）
声 - 内田直哉 / ケビン・マイケル・リチャードソン
第75話に登場。ソフィアが"物語の守り人"の仕事で助けたブレイゼンデール王国の勇敢な騎士。
人間と仲良く暮らしていたはずのドラゴンが暴れ始めたと言い、ドラゴンの炎を防ぐ伝説の"炎と氷の盾"を探している。勇敢な騎士のはずがずるいうぬぼれ屋で、ソフィアを馬鹿にして手柄を横取りする。
ジャクソン卿（Sir Jaxson）
声 - / ブレア・アンダーウッド
オリバー卿のライバル。本物の勇敢な騎士。ドラゴンをオリバー卿から守るために"炎と氷の盾"を先に見つけようとしていた。
シャーロット王女（Princess Charlotte）
声 - 小林早苗 / メーガン・ヒルティMegan Hilty
第77話に登場。ソフィアが初めてペンダントに呼ばれて助けたアイルワース王国のプリンセス。
城の舞踏会への招待を頼みに来たゴブリンのモーリスを追い払い、野獣になる呪いをかけられた。醜くなった姿を嘆くが、知り合ったモーリスの優しさと気高さに気付き、相手を見た目だけで判断してはいけないことを知る。
モーリス（Morris）
声 - 丸山壮史 / アンドルー・レイノルズAndrew Rannells
第77話に登場。お城のことがとにかく好きで、お城のグッズをたくさん集めている城マニアのゴブリン。
ソフィアの紹介で野獣になったシャーロットと特別な友人になる。ゴブリンの見た目と集めていたお城グッズからシャーロット王女を誘拐したと誤解されてしまった。
フィリップ国王、エヴァリー女王（King Philip and Queen Everly）
声 - / Fritz Sperberg、ジェイミー・デンボJamie Denbo
第77話に登場。シャーロット王女の両親。
グリムトリクス（Grimtrix the Good）
声 - / ビリー・ウェストBilly West
第81話に登場。ヘクスリーホール魔法学校の校長。魔法使いのトーナメントで毎年優勝トロフィーを獲得する実力者で、元同級生のセドリックによると子供の頃から立派な行いをして来た優等生。
最高の魔法使いと称えられているが、国王に命令されることに嫌気が差し、魔法使いが王になる時代を作る野望を隠し持っている。
第84話では悪い魔法使いを集めて「魔法騎士団」を結成し、各国に反逆を起こした。セドリックにも相手を石に変える"メデューサの目"を渡して仲間に加えたが、ソフィアへの友情から立派な行いを選んだセドリックに倒された。
ヴァン・ロカ男爵（Baron Von Rocha）
声 - 岡田誠 / キース・ファーガソン
第82話に登場。魔法の音楽家。学生バンドコンテストの審査員を務めていて、ビビアンの才能を見出した。実は他人の音楽の才能を盗んで魔法の力を保っており、ビビアンの才能も奪おうと企んでいた。
第84話ではグリムトリクスの「魔法騎士団」に入りズマリア王国を乗っ取ろうとするが、良い魔法使いに捕らえられる。
カサンドラ王女（Princess Cassandra）
声 - 大地葉 / マディソン・ペティス
第108話に登場。古代の魔法の文明を研究している魔法考古学者。ゾーイの憧れの人。目が不自由で他の感覚に頼って探検している。キツネザルのサリーの助けを借りている。
カルドゥーン王国の4つのピラミッドを発見し、最後の1つをプリンセスの冒険クラブと探した。石に刻まれた象形文字から考古学を好きになり、目以外の感覚に頼ることも必要だと教えた。

#### 4.動物たち
ワットノット (Whatnaught)
城に住んでいる、ソフィアと仲良しのリス。
陽気で機転が利き、ミュージカルシーンではパーカッションやドラムを担当することが多い。クローバーたちやペンダントをつけているソフィアと喋ったことは一度もなく、いつもジェスチャーで発話している。
第73話では、銀色の木が切り倒されないように様々な妨害工作を働き、ジェスチャーでローランド2世を説得した。
ミニマス
声 - 新田英人 / エリック・ストーンストリートEric Stonestreet
第1話より登場。ソフィアのペガサス。
他のペガサスより短い足と小さい体格から誰にも乗ってもらえずに卑屈になっていた。パートナーになったソフィアと訓練を重ね、ペガサス・ダービーに見事優勝する。
第28話では王立アカデミーチームで100年ぶりにペガサス・ダービー選手権に進み、空の王冠トロフィーを獲得した。第73話ではスターウィング・ペガサスショーで働く家族に再会し、曲乗りコンテストに出場する。第48話ではアンバーのペガサスのソフランと仲良くなり、他のペガサスと一緒に悪い魔法使いウェンデルにさらわれてソフィアとジェームズとアンバーに救出される。
第87話でソフィアの守護者の馬に立候補したスカイにライバル心を燃やすが、ソフィアと神秘の島で迷ってスカイに助けられ、エバーレルムと神秘の島で役割分担することに決めた。
ワームウッド
声 - 後藤光祐 / ジム・カミングスJim Cummings
セドリックの助手でペットのカラス。主人のセドリックとはヘクスリーホール魔法学校からの長い付き合い。セドリックに「ワーミー」と呼ばれている。
セドリックに忠実だが、自らが危険になりそうな命令には徹底的に抵抗する。セドリックが悪い魔法使いとして大成することを望み、悪事以外の行いやへまをする度に呆れた仕草をする。第79話でセドリックのミスで魔法の薬を浴び、人語を話せるようになった。
第79話では主人を笑った旧友に口を滑らせてペンダントを狙われるはめになり、セドリックに主従解消を言い渡される。ソフィアにセドリックを見下してきたことを注意され、セドリックとソフィアを助けて復縁した。
クローバーとはライバル関係だが、第26話ではサッシャに対抗してクローバーとタッグを組み、第58話ではセドリックがすり替えた偽ペンダントを付けたソフィアからクローバー、ミア、ロビンを引き離すために珍しく遊びに誘い、野球を楽しんだ。
第103話ではセドリックを唆してグリムトリクスに協力させるが、セドリックと一緒にローランドに許しを求める。第104話で悪事から手を切ったセドリックを見限り、"九つの魔道具"を集めるプリズマのペットになった。プリズマの体に取り憑いたヴォーとあらゆる世界を支配しようとするが、ソフィアに妨害されてセドリックに捕らえられた。
レックス
声 - 落合弘治 / ジム・カミングスJim Cummings
第5話から登場するが、名前は第27話で明らかになる。ジェームズのペットのブラッドハウンド。
大変な遊び好きで、さほど賢くはない。セドリックの魔法の本を持ち去って穴に埋めてしまったり、猫に変身したソフィアを追いかけまわしたりと、しばしば物事を面倒なほうへ引っ掻き回す。
クラックル
声 - 深町彩里 / エリー・ケンパーEllie Kemper
第6話より登場。ビビアンのペットの陽気な青いドラゴン。ビビアンの城を訪問したソフィアについて来たクローバーを気に入り、すぐに大親友になる。いつもクローバーに過剰なほどの愛情を示し、ぎゅうぎゅう抱きしめたり押しつぶしたりしているが悪気は全くない。ヤキモチ焼きな面がある。
嬉しいと口から炎が出てしまうため、しばしば周りを火傷させそうになり、実際に木を燃やしたりロウソクなどに火をつけたりしてしまう。ドラゴンの炎はクローバーやビビアンの食べ物を美味しく焼くが強い力を秘め、第45話ではエンチャンシア中を凍り付かせた『永遠の氷』を溶かした。
第70話ではイタズラの疑いをかけられ、ビビアンに無実を信じてもらえずに家出をしようとするが、赤ちゃんドラゴンのふりをしたお尋ね者クリスピーの正体に気が付き、クリスピーを自らの手で捕まえる。
スカイ（Skye）
声 - 中村章吾 / アンドリュー・ラネルズ
『しんぴのしま』から登場。神秘の島に住む誇り高いユニコーン。
プリンセスのソフィアとアンバーに敬意を払い、神秘の島を案内した。元々は飛べなかったが、プリズマとの戦いで空を飛べるようになり、神秘の島でのソフィアの守護者の馬になる。
トゥイッチ（Twitch）
声 - 越後屋コースケ / ジェフ・ベネット
第95話から登場。プリズマのペットの神秘の島のネズミ。別の動物に変身する魔法が使えるが、胸のダイヤモンドの模様で見分けることができる。
ソフィアに負けて牢屋に囚われたプリズマを脱出させ、プリズマの仲間になり"9つの魔道具"を探す。新しく仲間になったワームウッドにライバル心を燃やしている。
プリズマの体を乗っ取ったヴォーの悪の計画に魅せられてペットになり、黒いユニコーンに変身してヴォーを乗せるが、ソフィアの妨害で捕らえられた。
フリックス
第3話に登場。クローバーの友達の蛍。夜に真っ暗な中を外出しようとするソフィアのためにランプのかわりに照らした。
フリード
声 - / ミック・ウィンガートMick Wingert
第7話から登場。ジェームズのペットのマントヒヒ。ボール遊びが大好き。
プレイリーン
声 - / キース・ファーガソンKeith Ferguson
第7話から登場。アンバーのペットのクジャク。美しい羽を広げて見せるのが好き。
ライラ
第25話でアンバーが誕生日プレゼントにもらったユニコーン。
ジンジャー
声 - / ミーガン・ストレンジMeghan Strange
第8話に登場。エンチャンシア中央動物園の白ウサギ。
ペットコンテストには乗り気ではないクローバーの発言とアンバーのすすめを受けて、ソフィアがパートナーにした。
ソフィアはクラックルに「クローバーの気持ちも考えて！」と抗議され、クローバーに謝ってパートナーを依頼しペットコンテストに優勝する。
ラルフ
声 - 尾花かんじ / カルロス・アラズラキCarlos Alazraqui
第18話より登場するお城の白鳥。非常に臆病な性格で、大きな音が苦手。第49話ではクローバーのパーティーに招待されるが音でパニックを起こし、ドレスルームに乱入して部屋をめちゃくちゃにしてしまう。
城の白鳥
声 - 品田美穂 /
第18話に登場。ラルフと一緒に城の噴水で優雅な泳ぎを見せてくれる。怖がりのラルフよりずっと落ち着いていて、礼儀正しい。
ジャスパー（グリフィンの赤ちゃん）
声 - 乙津昂光海 / Lyons Luke Mathias
第14話から登場。普段は王城の宝物庫内に両親と住んでいる、光る物が大好きで何でも持って行ってしまう魔獣。
第14話の時点ではまだ幼い子供で、名前も明らかにされていない。ローランド2世の案内でソフィアとアンバーが宝物庫を訪れた際にこっそりと抜け出して、ソフィアがアンバーとのアクセサリーの交換に渋々応じて"アバローのペンダント"を外し、目を離した隙を狙って、"アバローのペンダント"を持ち去ってしまう。
第54話では少し大きくなって登場。いなくなったペガサスのかわりにソフィアを乗せてタングー王国の空中庭園へ飛ぶ。
オパール
声 - / グレイ・デリスルGrey DeLisle
第54話に登場。ジャスパーの母。
オニキス
声 - / ケビン・ショーンKevin Schon
第54話に登場。ジャスパーの父。
マジモ
声 - / ディーン・ノリスDean Norris
第61話より登場。ミニマスの実の兄。お城の馬小屋から家出して自由気ままに旅をしていたが、ロデリックに捕まってしまう。
第73話では、ミニマスの成長ぶりに感心し、曲乗りに挑戦したいというミニマスの意思を奨励する。
アンガス
声 - / Fritz Sperburg
第73話に登場。ミニマスとマジモの父。マジモが家出した後にジェミナと共に趣味で始めた曲乗りが見事だった為に、バーンストーム伯爵と共にスターウィング・ペガサスショーを始める。
ジェミナ
声 - / ミンディ・スターリングMindy Sterling
第73話に登場。ミニマスとマジモの母。ミニマスが仔馬の頃に曲乗りのコースでポールに衝突してしまった過去から、ミニマスを心配して危険なことをしないように説得し続けた。しかし、曲乗りに挑戦したいというミニマスの強い意志に折れ、防具を装着することを条件に曲乗りを許可する。
最終的にミニマスの実力を認め、アンガスと共にミニマスをスターウィング・ペガサスショーのアンコールに誘う。
エレクトラ
声 - 野一祐子 / ローズ・アブドゥー
第1話より登場。ヒューゴのペガサス。第28話で初めてソフィアやミニマス達と対話する。白く美しい体躯に金のたてがみを持ち、一族は皆ダービーに優勝している血筋で、ミニマスを圧倒する完璧なペガサスだが、性格は気さくな姉御肌。
エコー
第1話より登場。ジェームズのペガサス。名前は第54話で明らかになる。
サフラン
声 - 御沓優子 / ケリー・ステーブルス
第54話に登場。アンバーのペガサス。ウェンデルの魔法のリュートに誘い出されて、タングー王国の空中庭園内に捕らわれる。第72話で再びアンバーを乗せ、大嵐の中を三角地帯へ飛ぶ。
アテナ
声 - / ジェシカ・セント・クレア
第61話に登場。ティリーのペガサス。
テンペスト、エレグラ
声（テンペスト） - 大井麻利衣 / アビゲイル・マヴィティ
声（エレグラ） - / グレイ・デリスル
第61話に登場。ロデリックのお城でマジモと一緒に暮らしていたペガサス。
ウィンドホール
第73話に登場。お城の馬小屋のペガサス。スピードが速く、何でも飛び越えることができる。
ジェームズが皇太后に薦めたことから、皇太后を乗せて曲乗りコンテストに出場する。
ルル
第2話から登場。ヒルデガードのペットの白ミンク。
Mr.カドルズ（本名：ローレンス）
声 - 古屋家臣 /
第13話に登場。ボズウェルの興行で使われていたまだら模様のウサギ。偽名でスターを演じる日々に嫌気がさして、マジシャンの小道具扱いではなく本業の俳優に戻ることを望みボズウェルのもとから脱走してしまう（その直前にクローバーと会い「後よろしくな」と告げる）。
ペッパーツリーの森のリス
声 - 松島昭浩 / サム・リーゲル
第15話に登場。キンポウゲ団のハイキングでソフィアが薪集めをした際、薪の上で食事をしていた灰色のリス。
ウィルバー（Wilbur the Wombeast）
声 - 後藤光祐 / コーリー・バートン
第20話に登場。ティリー夫人とソフィアが「おそろしの森」の中で会ったウォームビースト（コウモリの羽を持つクマのような生物）。
空腹であった為に、ソフィアが苦労をして移動するリンゴ園から採って来たアラベラリンゴの実を横取りするが、彼女に説得されて返す。
スヴェン
声 - 畠中洋 / ジョン・ロス・ボウイ
第22話から登場。人魚のウーナの友達のタツノオトシゴ。「海で一番の物知り」を称し、ソフィアに人魚たちが住むメロウェイ・コーヴを案内する。12人の姉がいる。
ファーレイ
声 - 嶋田翔平 / ジェフ・ベネット
第22話から登場。ウーナを見つける為にソフィアを手伝うカモメ。
ダブ
声 - 多田野曜平 / Jamie Mitchell
第13話で初登場。ボズウェルのもとで働いていたマジシャンの白い鳩。「本物の魔法使いがいるのに種も仕掛けもあるマジックショーなど誰も観やしない」と昔ながらのマジックショーを辞め、第45話では監督のダブを名乗って森の動物達を集めてコンサートを企画する。
ウィスカーズ
声 - 中村章吾 / ニック・オファーマン
第47話に登場。ソフィアとクローバーに森を案内するキツネ。クローバーと仲がいい友達だが、お城の生活に馴染んでしまい滅多に野外に顔を見せなくなったクローバーの事を寂しく思っている。
エバーバーン（バーニー）
声 - / オリヴァー・プラット
第43話に登場。炎の絶壁に住んでいる火を噴くドラゴンの長老。「バーニー」は愛称。
エバーバーンの炎はあらゆるものを壊す力があり、アバローのペンダントの宝石も溶かしてしまう。
フランボー、ナイトライト、スモークリー、ホブウイング
声- / ジョン・マイケル・ヒギンズJohn Michael Higgins、風雅なおと / ミック・ウィンガートMick Wingert、/ サム・リーゲルSam Riegel、ゲイリー・アンソニー・ウィリアムズGary Anthony Williams
エバーバーンの4匹の部下で友人。全員ミュージカルショーが大好きで、バンドリーダーのフランボーを中心にドラゴン小劇団を結成している。フレンドリーで頼み事は快く聞いてくれるものの、必ず先にショーを見せられる。
スリム
声 -  / ショーン・シュメル
人魚の国の黄色いフグ。フルークと仲が良い。
マンタコーン (本名不詳)
声 -  / ジョナサン・アダムズ
角の生えたエイの仲間。眠っている間に角を取られそうになったことから怒りだし、ソフィアたちを追いかけ回す。
ソフィアには『マンタコーンさん』と呼ばれている。音楽が大好きで、とりわけ若者向けのノリの良い音楽が好き。
マック、ガンク、グライム
声 - / デヴィッド・ケックナー、 / トレバー・デヴァル、/ キース・ファーガソン
第60話に登場。ティリーのお屋敷に石像として飾られているガーゴイル。ソフィアが鳴らした魔法のオルゴールの力により、石だったガーゴイル達が突然緑色の生きた身体に変わり、自由に動き出してしまう。
フリンチ
声 - 小島敬介 / ディーノ・アンドレイド
第63話に登場するモグラ。元々は赤いトカゲだったが、グロッタの魔法でモグラや違う色のトカゲの姿にされてしまう。
ハーブ
第65話に登場。ビビアンの新しい城の魔法の庭で暮らしているハリネズミ。
マイロ
声 - 駒谷昌男 / トム・アドコックス・ヘルナンデス
第67話に登場。壁の飾りだったがママヌによって命を与えられたヘビ。ママヌの復讐を手伝う。
クリスピー（本名不詳）
声 - 後藤光祐 / ミック・ウィンガート
第70話に登場。赤ちゃんのように小柄でかわいらしい姿をしているが、実は大人のドラゴンであり、その見た目を悪用して泥棒を繰り返しているお尋ね者。クリスピーとは、ビビアンが名付けた呼称。
赤ちゃんドラゴンのふりをしてビビアンやソフィアを騙し、城の宝物庫の宝を盗み出そうとしたが、正体に気づいたクラックルの奮闘により阻止され、お縄となる。
バーリー
声 - / カリー・ペイトン
第71話に登場。クローバーそっくりだが、ほんとうのクローバーと違って右耳が黒い。クローバーと間違われてしまう。
サソフラス
声 - 五味真由子 / ジェイミー・デンボ
第71話に登場。困っている生き物を助けることが大好きで、木のうろの中のすてきな巣に住んでいる野ねずみ。
シーリアンたち
声 - /
第72話に登場。
アシカのような顔に人間のような姿の生き物。嵐の三角地帯付近の島に住み、ココホーンを使って嵐の中でコミュニケーションを取る。
ペリカゾウのお父さん
声 - IKKAN /
第74話に登場。
ウィラウィング
声 - 西島麻紘 / モニカ・リチャードソン
第75話に登場するとてもフレンドリーなドラゴン。
リグリー、パンプキン、チェスター
声 - /キャサリン・ボン・ティルKatherine Von Till、/ ジム・カミングスJim Cummings、/ キース・ファーガソンKeith Ferguson
第79話に登場。ワームウッドのヘクスリーホール魔法学校時代の昔馴染みで、順にイタチと猫とブルドッグ。リグリーとパンプキンはグリムトリックスのペット。
自分達のご主人様が偉大な魔法使いであることを誇りに思っている。セドリックを最悪の魔法使いと呼んでワームウッドを哀れみ、ワームウッドが口を滑らせたアバローのペンダントの秘密を聞いてソフィアから盗み出そうとする。
シー・モンスターたち
第85話に登場。ドラゴンたちが住んでいる炎の絶壁に移り住み、"永遠のたいまつ"を"無限の噴水"で消して島を乗っ取ろうとした。
シズル
声 - ミルノ純 / ジェーン・クラコウスキー
第92話に登場。子どもの頃から何でも1番できる、みんなの注目の的のドラゴン。スターを自認し、「ドラゴンの燃えるパーティー」でクラックルが友達を作るのを邪魔する。

#### 5. 村やその他の人々
ルビー（Ruby）
声 - 味里 / ダイヤモンド・ホワイトDiamond White(Musician)
ソフィアの親友。好奇心旺盛で天真爛漫な性格。第2話でニワトリのダンスを披露する。村のガールスカウト「キンポウゲ団」とチェンジボールのチーム「ダンウィディー・ダックス」のメンバー。
ペダルカートのレースで優勝することが夢。第52話では妖精ティジーの助けを借り、自ら設計したペダルカートに乗ってレースに出場した。
ジェイド（Jade）
声 - 織田亜希 / イザベラ・エーカーズIsabella Acres
ソフィアの親友。おしゃべりで少し短気な性格。キンポウゲ団とダンウィディー・ダックスのメンバー。ココというロバを飼っている。
第11話で誕生日パーティーをルシンダのいたずらで台無しにされてルシンダの謝罪を拒絶するが、ルシンダに仕掛けた罠にソフィアがかかってしまう。ルシンダを誕生日パーティーに招待した事をきっかけに和解し、髪飾りとブレスレットを交換して友達になった。
第50話ではダンウィディー・ダックスの試合で近視と分かる。ベイリーウィックに眼鏡を借り、眼鏡をかけるようになる。
第95話で王立アカデミーに1日だけ交換留学し、フレデリカ大叔母さんの肖像画を見つけた。ソフィアと一緒に自分がプリンセスだったと喜ぶが、ソフィアに王立アカデミーへの転入をすすめられ、村の学校から離れたくない本心を言い出せなかった。
ヘレン（Helen）
声 - 最所美咲 / ヴィオラ・デイヴィスViola Davis、ドーン・ルイスDawnn Lewis
第15話から登場。ルビーの母親で、ダンウィディー村を中心に活動するガールスカウト「キンポウゲ団」の団長。ミランダの友人。
ベイリーウィックがソフィアのキンポウゲ団の野外活動についてきたことを迷惑に感じていたが、「お節介草」に触れてかぶれたベイリーウィックを不憫に思い、キンポウゲ団の名誉リーダーバッジを授与する。
ナーリー
声 - 寺島惇太 / カルロス・アラズラキ Carlos Alazraqui
第3話から登場。エンチャンシア城の近くの崖の下にある「湖の洞窟」に住むトロール。親切で優しいが、少し気が弱く流されやすいところがある。
こん棒を地面に打ち付ける音楽を攻撃と勘違いした先々代のギデオン国王に洞窟に追放されたトロールたちの子孫で、ソフィアと仲良くなって人間の誤解を解くために城で音楽を披露する。
第63話では妖精グロッタに脅されて一族の大切な"洞窟の光るクリスタル"を差し出しそうになるが、ミランダに相談したソフィアのアドバイスで仲間の助けを呼んでグロッタに立ち向かった。
ティーニー
声 - 直木萌美 / Zoe Robb
第3話から登場。ナーリーの妹。まだ小さい。外に出てはいけないと言われて本物の星を見たことがなかったが、ローランド2世の計らいで天文台で初めて本物の星を見る。
初登場時はよちよち歩きで赤いリボンをつけていたが、第63話の再登場時にはリボンを外し、かくれんぼをしたり素早く走り回れるようになっている。トカゲが大好き。
ナックルズ様
声 - 原陽三 / ロバート・モース
第63話に登場。トロールの指導者。赤いマントを羽織り髭をたくわえている。
グッドウィン（Goodwyn the Great）
声 - 北川勝博 / ジム・カミングス
第4話から登場。セドリックの父親で、史上最高の偉大な宮廷魔法使いと呼ばれている。ローランド1世の命を9回半守った功績から、『最優秀魔法使い賞』の盾を25回貰っている。
エンチャンシア王国の支配を企んでいるセドリックを咎めている。第38話によると、息子のやることなすことに口を挟んで邪魔をしていた。
現在は引退して"ふしぎの森"に住んでいるが、セドリックの部屋の肖像画を通して息子を見守り、時に肖像画から現れる。
ウィニフレッド（Winifred the Wise）
声 - 品田美穂 / ルシー・テイラー
第4話から登場。セドリックの母親で、息子を『セディちゃん』と呼ぶ。
夫のグッドウィンと反対に息子がやることを応援し、時には進んで野心の手助けすらしてしまう。
グッドウィンとふしぎの森に住んでいるが、セドリックの部屋の肖像画を通して息子を見守り、時に肖像画を通して現れる。
悪い人間ではないが倫理観がやや甘く、目的のために悪気なく悪事もできるタイプ。第38話ではふしぎの森を訪れたキンポウゲ団を歓迎し、セドリックと親しいソフィアを好意的に見る。
第58話ではアバローのペンダントに呪われたセドリックに呪いを解くアドバイスをした。
カリスタ
声 - 設楽麻美 / Katie Zieff
第69話に登場。セドリックの姪。セドリックのことが大好きで、髪の色を真似している。ソフィアとも「セドリックおじさんの友達は私の大事な友達」と言ってすぐに仲良しになる。ソフィアよりもだいぶ幼いが、魔法の腕前はなかなかのもの。
赤いものが大好きで、欲しいものがあれば目につくそばから盗んでしまう癖がある。ソフィアに叱られ、欲しいものがあるときはきちんとお願いして譲ってもらうことを学んだ。
コーデリア（Cordelia the Conjuror）
声 - 宮山知衣 / レイチェル・マクファーレン
第69話に登場。セドリックの姉妹の魔法使い。セドリックに娘のカリスタの子守を押し付け、カリスタの盗み癖もさほど気にしていない。セドリックには魔法の腕をローランドの前で貶して笑い者にしたり、大切なものを盗んできたことを恨まれている。
第94話ではエンチャンシア城にカリスタと泊まってセドリックの魔法の腕を貶した。城に持ち込んだ"過去を見る鏡"によると、子供の頃はセドリックと仲良しで彼の魔法の腕を自慢に思っていたが、セドリックの髪型を変える薬の失敗でどんな魔法使いも治せないトゲトゲの髪にされて仲が悪くなっていた。ソフィアとカリスタがコーデリアのミスで髪型を変える薬に別の薬が混ざったと突き止め、原因を知ったセドリックに髪を治す薬を調合してもらい、セドリックに辛く当たってきたことを謝罪した。
ナイジェル
声 -  / ジェフリー・タンバー
第7話に登場。ベイリーウィックの兄で、見た目は弟にそっくりだが真面目な弟と反対に陽気で気ままな性格。ベイリーウィックのことを「ウィッキー」と呼ぶ。
ルシンダ
声 - ふじたまみ / Merit Leighton
第11話から登場。ソフィアがプリンセスになってから、ソフィアが住んでいた村の家の近くに引っ越した悪い魔女。
悪い魔女の家系で村の子供たちに魔法でいたずらばかりしていたが、ソフィアと仲良くなって良い魔女になろうとした。ジェイドな誕生日パーティーの準備を邪魔をして嫌われたが、ソフィアの協力でパーティーの準備を手伝って謝り、村の子供たちにかけた魔法を解いた。
第50話では『ダンウィディー・ダックス』に入った。第52話ではダンウィディー村のペダルレースにも出場している。第79話では『魔女の成人式』を祝い、自分だけのほうきを作って一人前の良い魔女になる。
マーラ
声 - 高乃麗 / トレイシー・ウルマンTracey Ullman (season two)、ラレイン・ニューマンLaraine Newman (season three)
第29話より登場。ルシンダの母親。母の日に娘と空飛ぶホウキで空中を散歩していた時にソフィアとミランダを見つけ、悪い魔女のプライドを賭けてイタズラをしかけた。良い魔女になりたいという娘の意思を尊重した。
第79話ではルシンダの『魔女の成人式』の儀式を行うが、娘の晴れ姿を記念に残すため、儀式そっちのけで記念肖像画を記録するのに夢中になる。
リリー
声 - 空見ゆき / Brennley Faith Brown
第79話に登場。ルシンダの友達の良い魔女。きれいで可愛いものが好き。インディゴと仲が悪い。
インディゴ
声 - 水野理沙 / ベイリー・ガンバートグリオBailey Gambertoglio
第79話に登場。ルシンダの友達の悪い魔女。怖くて邪悪なものが好き。リリーと仲が悪い。
グラハムとケイト
声 - / 、山田悠希 /
第11話に登場する村の子供。ルシンダの魔法でそれぞれ靴をカエルに、歯をひどい出っ歯に変えられてしまう。
ボズウェル（The Amazing Boswell）
声 - 東海林寿剛 / リアム・オブライエンLiam O'Brien
第13話に登場。各地を漫遊しているマジシャン。Mr.カドルズに逃げられてクローバーを2代目Mr.カドルズにするが、ソフィアやミニマスたちに奪い返された。
Mr.カドルズ以外に鳩のダブも興行で使用している。
ペグとメグ
声 - 中嶋ヒロ、中嶋アキ / Fiona Bishop
第15話より登場。キンポウゲ団の新入団員の双子で、顔つきはふっくらしていておかっぱ頭。立ち位置はメグが向かって右側。
メグのみ、村のチェンジボールのチーム「ダンウィディー・ダックス」に所属している（他のメンバーは、ソフィア・ジェイド・ルビー・ルシンダ・グラハム）。
日本語吹き替えを担当している中嶋ヒロと中嶋アキは双子である（ヒロが妹で、アキは姉）。
ロージー
声 - 品田美穂 / パメラ・アドロン
第26話に登場。ネトルの悪だくみに協力する、生きたバラ。ネトルの化けたサッシャの魔法でエンチャンシア城をバラの蔓で覆いつくし、国王たちを閉じ込める。ヒナギクが大嫌い。
ルチアーノ
第17話に登場。収穫祭の主催者兼司会。
川のそばにいた巨人
第20話に登場。本名不明。足の裏に刺さったトゲ（彼にはそう思えたが、実際には立派な木であった）を泣いて痛がっていたが、ソフィアとティリー夫人に抜いてもらい、泣き止む。
サーキンズ先生
第21話に登場。村の学校の先生。
巨人の赤ちゃん（本名不明）
声 - / Lyons Mathias
第33話に登場。1日限定の国王になったジェームズに、ジェイドとルビーがこの巨人のイビキのせいで村の皆が眠れず困っていると訴える。よちよち歩きの赤ちゃんだが木を引き抜いて投げたり、家を壊してしまう。
悪いソフィア（Sofia the Worst）
声 - 菊地ゆうみ / アリエル・ウィンター
第35話に登場。ソフィアが分身の魔法に腐ったりんごを使って生まれた悪い分身（※詳細は魔法の一覧を参照）。
ソフィアにそっくりだが、ドレスの色はピンク色。本物のソフィアと反対に意地悪ばかりする。
吟遊詩人
第35話に登場。村祭りで歌ったバンドのボーカル。ソフィアは彼の歌を聴き、自身の行いを後悔する。
サー・レジナルド・ダクスター・サドグリフ4世（ダックス卿）
声 - 園岡新太郎 / ミック・ウィンガート
第36話に登場する幽霊。ダックスと呼ばれている。人間たちを驚かして喜ぶより、屋根裏に寝転がって本を読むのが好きな優しいおばけ。100年に一度のハロウィンの夜にしか会えない家族や友達と「おばけのパーティ」を開くため、エンチャンシア城の人間たちをあの手この手で脅かして城から追い出そうとする。
ブー
声 - 小森創介 / ミッチェル・ウィットフィールド
第36話に登場する蝙蝠のおばけ。陽気な食いしん坊。「ブゥ！」の声で現れて人を驚かす。普段はダックスに外に出してもらえないが、おばけのパーティのために張り切ってイタズラをする。
ラザフォード、ジョニー、レスポおばさん
第36話に登場する。ダックスの親族や知人のおばけ。
マーシャク
声 - 堀越富三郎 / ロバート・モース
第38話で登場。現役を引退して『ふしぎの森』に住んでいるお年寄りの魔法使いの一人。ガールスカウトの活動で「いいことをする」ために訪れたキンポウゲ団に次々とあざやかな魔法を見せる。子供達が一生懸命楽しませたり、手伝おうとする事につい「だが、こうしたらどうかな」と口を挟んでしまい、何でも一流に出来る事を見せつけがっかりさせてしまうが、ルビー、ジェイド、メグ、ペグに手伝ってもらい魔法クイズコンテストに出場する。
カート、エリオット、エイミー
声 - 高坂宙 / ブリッジャー・ザディーナ、米内佑希 / ノーラン・グールド、伊達朱里紗 / リリアナ・マミー
第46話に登場する。ヘクスリーホール魔法学校の生徒。学校の年に一度のいたずらの日に王立アカデミーを訪れた。王立アカデミーを荒らし回るが、セドリックに魔法を教わったソフィアたちにいたずらを阻止された上、「バウンシ・グリアス」の魔法で「二度と王立アカデミーにいたずらをしに来ない」と約束するまで弾まされ、ついに観念して退散する。
ウィンター
声 - 平良綾野 / アリソン・ハニガン
第47話に登場するフォーンという妖精。笛が得意で、美しいメロディで聴く者を楽しい気分にさせる。
氷の魔女グレイシアに特別な力を願って「触れたものを何でも凍らせる力」を貰ったが、その力の恐ろしさを知って家族から離れて一人で森に住み、元の自分に戻りたいと願っている。
グレイシア（Glacia the Ice Witch）
声 - 久保田民絵 / フィリシア・ラッシャッド
第47話に登場する氷の魔女。年に一度、ワッセイリアの日に贈り物をすれば願い事をかなえてくれるが、つまらない贈り物と引き換えに困った時だけ都合よく訪ねてくる者達を嫌っている。
氷の百合と引き換えにウィンターの魔法を解いてもらいに来たソフィアを追い返したが、精一杯の贈り物にとウィンターが心を込めて奏でた笛に喜び、氷の魔法を解いた。
ウェンデル・ハーマン・フィジェット3世
声 - 小此木まり / アイラン・ルコフ
第48話に登場する魔法使いの少年。帽子をかぶってヘクスリーホール魔法学校の制服を着ており、魔法のじゅうたんに乗っている。
誕生日プレゼントにペガサスを欲しがっていたのに、貰ったのはつまらないリュートだったことを不満に思い、リュートの魔法の音色で世界中のペガサスを誘い出して盗もうとする。
ヤンチャで常に反抗的だが、躾に厳しい母親には逆らえない。母親に叱られてソフィア達にしぶしぶ謝罪し、罰（デザート抜き、水晶玉の覗き見を禁止、釜磨きなど）を与えられた。
第78話でキャンプ・ワイルダーウッドのサマーキャンプに来ていたソフィア達と偶然再会し、キャンプに不満を抱えたジェームズと協力するうちに仲良くなる。「悪いことをしなくても楽しめる」ことに気づき、「親の思うつぼだ」とややバツの悪い表情を見せつつも、ソフィアたちとサマーキャンプを楽しんだ。
フィジェット夫人（Mrs.Fidget）
声 - / カリ・ウォールグレン
第48話に登場。ウェンデルの母親。赤い羽根がついたターバンを被り、空飛ぶじゅうたんに乗っている。悪いことばかりする息子を魔法でつかまえて「貰ったものに文句を言うのはいけないこと」と叱りとばし、ソフィア達に謝罪した。
第78話ではウェンデルの性根を鍛えるためにサマーキャンプに放り込んだ。
ブライス・トゥイグリー
声 - 板野正輝 / ミック・ウィンガート
第49話に登場。とても才能のある有名な画家で、いろいろな国をまわってお城の絵や肖像画を描いている。
ボタン、ブローディ、ペンジー
声 - 伊達朱里紗 / アイラ・フィッシャーIsla Fisher、小島敬介 / Vargus Mason、細谷カズヨシ / ショーン・アスティンSean Astin
第51話から登場する。3人組のちいさな妖精達。一度家やお城に招き入れたが最後、とんでもないイタズラを繰り返し騒ぎを起こす厄介者。本人達から「出て行きたい」と言わせない限りは追い出せない。
ソフィアが言いつけを破って城の中に入れたことから大変な騒動になるが、ミランダ王妃の機転で再び外に追い出される。家を持たずにあてのない旅をしていたが、ソフィアにドールハウスをプレゼントされてお城の近くの庭園に落ち着いた。
第65話では引っ越しを嫌がったビビアンに頼まれ、引っ越し先のお城でイタズラをして幽霊騒動を起こしマーカス国王やセシリー女王達を怖がらせた。ソフィアにラブラブベリーを食べさせられて城の外に追い出され、城の庭に住むことになった。
ティジー
声 - 恒松あゆみ / メリッサ・ラウシュ
第52話に登場する妖精。杖の魔法を使って誰かの夢を叶えないと妖精の羽が生えてこないが、心配性とおせっかいが災いして失敗を繰り返している。
ルビーをペダルカート・レースに優勝させる手伝いに張り切ったが、余計な手出しばかりして台無しにしてしまう。最後は自分の力でレースに勝ちたいというルビーの願いを聞いて適度な手助けをし、念願の羽を手に入れる。
レースの実況アナウンサー
声 - / キース・ファーガソン
第28話より登場。拡声器を使ってペガサスレースなどを熱く実況、解説して盛り上げてくれる。第52話でもペダルカート・レースを実況している。
モッシー
声 - / カリ・ウォールグレン
第53話に登場。スワンプロックヒルの沼に住むモンスター。背丈はソフィア達の2倍もあり、全身が葉っぱで覆われている。
臆病で人間を怖がり、綺麗な石が好きな女の子。作り話と思われてきたがキンポウゲ団に見つかり、ソフィアとアンバーに脅かされて泣いてしまう。恐ろしい見かけと中身が全く違うことを知ったアンバーにおしゃれを教わり、ティアラを分けてもらった。崖から落ちたルビー達の救助に協力し、キンポウゲ団を"星の石"がある場所に案内する。
弓のキャロル
声 - / ヴィヴィカ・A・フォックス
第54話に登場。ソフィアが憧れている『キャロルと仲よしお助け隊』のリーダー。得意な弓矢を使い、困っているダンウィディー村の人や動物たちを仲間と協力して助けている。
お城の馬車が困っている村人に気づかずに通り過ぎてしまい、お城の人達は村人に冷たいと誤解していたが、正体を隠して入隊したソフィアとの出会いで誤解を解いた。
ジェーン
声 - / リリアナ・マミー
第54話に登場。『キャロルと仲よしお助け隊』の副隊長。隊員が増えると自分は必要とされなくなると心配している。
入隊を希望するソフィアの人助けの才能を妬み、ソフィアが良いことをしようとする度に邪魔して入隊を阻もうとするが、ソフィアに命を救われて謝った。
スプルース
声 - 及川ナオキ / グレッグ・エリス
第60話に登場。ティリー公爵夫人のお屋敷の執事。特技は掃除で汚れを見つけるとあっという間に綺麗にしてしまう。パーティの準備を任されたソフィアにさりげなくアドバイスをした。ティリーを「謎の多い方ですよ」と含みを持たせている。
オルゴールのバレリーナ
声 - 里郁美 / タマラ・リー・クリンスキー
第60話に登場。ティリー公爵夫人のお屋敷にある『魔法のオルゴール』の飾りのバレリーナ人形。体をバレエのポーズに動かして回転することができる。言葉を喋れるが、とても忘れっぽい。
グロッタ
声 - 菊地美香 / ジェシカ・ディ・シコ
第63話に登場する、暗闇が苦手なのに洞窟に住むちょっと意地悪なフリーゲルという妖精。悪さをしては追い払われてあちこちの国を転々としていた。トロールたちの洞窟を気に入り、ナーリーを脅して洞窟を照らすとても貴重なクリスタルを集めさせようとした。
ソフィアが呼んだセドリックもトカゲに変えてしまうが、仲間を呼んだナーリーとソフィアに追い詰められた。ナーリーがクリスタルを隠して周りを真っ暗にすると泣き出して反省し、トロールたちに洞窟に住むことを許されてクリスタルを分けてもらう。
セルジオ＝アダージオ
声 - 堀総士郎 / John Steven Rocha
第64話に登場するカリスマバレエダンサー。エロディ先生のバレエの先生で、カリィとアンバーとソフィアにバレエを教える。
モットーは「バレエは腕や脚を使って踊るのではない、楽しい心で踊るのだ」。
エルフォンゾ
声 - 成瀬誠 / トッド・ハバーコーンTodd Haberkorn
第66話に登場するエルフ。"銀色の木"の向こうのエルフの国「エルヴェン・ムーア」に住んでいる。楽しいことが大好きでマイペース、楽天的な明るい性格。
エルヴェン・ムーアに迷い込んだソフィアに、エルヴェン・ムーア中をあちこち案内する。
エルフレッド
声 - 相馬幸人 / クリス・エドガーリーChris Edgarly
第66話に登場。エルヴェン・ムーアのエルフ。長い杖を持っている。
エルヴェン・ムーアに来たソフィアに、元の世界に帰るには誘惑に負けて寄り道をしないように忠告する。
オラフ
声 - ピエール瀧 / ジョシュ・ギャッドJosh Gad
第68話に登場。ネトルの"インチキ・クリスタルの粉"の効果で"アバローのペンダント"が壊れ、プリンセスの代わりに召喚された。ソフィアにエルサのような魔法の力がなくても頑張ったアナのようにできるとアドバイスする。
魔法の帽子（Wizard Hat）
声 - / Fritz Sperberg
第81話に登場。ヘクスリーホール魔法学校にある、望むものを何でも出してくれる不思議な帽子。

#### 5.神秘の島の人々
プリズマ（Prisma）
声 - 水野貴以 / メーガン・ヒルティ
「しんぴのしま」から登場。"物語の守り人"の仕事で悪いクリスタルマスターを探しているソフィアとアンバーに出会った。
クリスタルマスターの姉アズリンの仕事場にソフィアとアンバーを案内したが、実は子供の頃から優秀でみんなに慕われていたアズリンの陰に隠れて生きてきたと感じており、アンバーを騙してアズリンの"テラクリスタル"の杖を盗み悪いクリスタルマスターになる。クリスタルの魔法で神秘の島の全ての魔力を奪ったが、ソフィアとアンバーに倒されて守護者に捕らえられた。
ソフィアの魔法の鍵を盗み出したトゥイッチに守護者の島の城の牢から解放され、"ヴォーのロケット"に従ってディズニー・ヴィランズの道具に隠された"9つの魔道具"を探した。
最終回では魔道具を揃えて解放されたヴォーに魔法の指輪を与えられるが、ヴォーに体を乗っ取られてしまった。ヴォーが消え去ってソフィアに謝罪し、セドリックたちの魔法でペンダントから解放され、自ら進んで守護者に捕らえられる。
オリオン（Orion）
声 - / コリン・サーモン
他の世界を守る"守護者"。ソフィアをエバーレルムの守護者に選んだ。
ベガ（Vega）
声 - / ミン・ナ
ソフィアたちに指示を送る指導者。
クリスタ（Crysta）
声 - 斎藤千和 / ジャーニー・スモレット＝ベル
ソフィアの守護者の先生。守護者で一番優秀だが守護者を教えることは初めてで、プリンセスのソフィアに守護者が務まらないと思い込んだ。
魔法の生き物以外で初めて守護者の試験に合格したソフィアを"ソフィア1世"と呼んだ。ワッセイリアの日に一人で仕事をしていたことをソフィアに知られ、ソフィアが呼んできた守護者や島の仲間とお祝いをする。
子供の頃から妖精らしいエレガントなことよりも体を動かすことが好きで、仲間になじめず妖精の杖をもらう試験に合格できなかったが、ソフィアと試験に再挑戦する。
ネリッサ（Nerissa）
声 - / Alyssa Rhoney
守護者の人魚。
ヴォーのロケット
プリズマが出会ったしゃべるロケット。ソフィアへの復讐を企むプリズマに"9つの魔道具"を探させた。
ヴォー（Vor）
声 - / Paty Lombard
守護者にロケットの中に閉じ込められていた悪い魔法使い。プリズマを騙して体を乗っ取り、心を操る魔法とクリスタルの兵隊でソフィアの仲間を奪ってエンチャンシア王国を支配した。
エバーレルムだけではなく妖精と海賊の島の向こうの世界の支配も企むが、ソフィアにアバローのペンダントに閉じ込められる。ペンダントの中にソフィアを引きずりこんで邪悪な魔法で倒そうとしたが、愛を信じるソフィアの心の光に倒されて消え去った。

### 歴代ディズニープリンセス
「プリンセスが困っている時は、他のプリンセスが助ける」として、ソフィア達が困っている時には"アバローのペンダント"の力で歴代のディズニープリンセスが召喚され手助けをしてくれる。ソフィアは歴代プリンセスたちの名前は知っているものの、第12話中で彼女たちがどこから来るのかは知らないとアンバーに返答するが、第68話では、オラフが「さっきまでアナとアレンデールにいた」と話していることから、それぞれの国から召喚されて来ることがわかる。
シンデレラ
声 - 鈴木より子 / ジェニファー・ヘイル
『シンデレラ』のヒロイン。2013年4月27日に初放送の特別エピソード『ちいさなプリセス ソフィア／はじまりのものがたり』に登場する。ソフィアが初めて召喚したプリンセスでもある。
ジャスミン王女
声 - 麻生かほ里 / リンダ・ラーキン
『アラジン』のヒロイン。第12話に登場する。ジャスミンはソフィアだけではなく同時にアンバーにも会っている。
アリエル
声 - すずきまゆみ / ジョディ・ベンソン
『リトル・マーメイド』のヒロイン。2014年1月11日に初放送の特別エピソード『ちいさなプリンセス　ソフィア／にんぎょのともだち』（序章以来の番外編）に登場する。
ベル
声 - 伊東恵里/ジュリー・ナサンソン
『美女と野獣』のヒロイン。第17話に登場する。
オーロラ姫
声　- すずきまゆみ /ケイト・ヒギンズ
『眠れる森の美女』のヒロイン。第24話に登場する。
白雪姫
声 - 小鳩くるみ/キャサリン・ボン ティル
『白雪姫 (1937年の映画)』のヒロイン。第26話に登場する。
ラプンツェル
声 - 中川翔子 / マンディ・ムーア
『塔の上のラプンツェル』のヒロイン。2015年2月14日に初放送の特別エピソード『ちいさなプリンセス ソフィア／プリンセスアイビーの のろい』に登場する。
ムーラン
声 - すずきまゆみ / ミン・ナ
『ムーラン (1998年の映画)』のヒロイン。第37話に登場する。ソフィア、アンバー、ジュンに助言をし、力強く勇気付ける。
ティアナ
声 - 鈴木ほのか / アニカ・ノニ・ローズ
『プリンセスと魔法のキス』のヒロイン。第47話に登場する。
メリダ
声 - 大島優子 / ルース・コンネル
『メリダとおそろしの森』のヒロイン。第61話に登場する。

## 作品中に登場する用語
エンチャンシア王国(Enchancia)
物語の主な舞台となる王国。
アバローのペンダント(Amulet of Avalor)
古代の魔法の国・マルー王国（「アバローのプリンセス エレナ」に登場する）で作られた魔法のペンダント。ティリーおばさんからソフィアに受け継がれた。持ち主がいいことをすると良い魔法をかけるが、持ち主が悪いことをすると呪いをかける。
ソフィアはこれをつけていると動物の言葉がわかる。ソフィアが困っている時などにディズニープリンセスを呼び出し、問題の解決に役立つアドバイスを授けさせることがある。
アバロー王国のプリンセス・エレナが41年間閉じ込められており、「アバローのプリンセス エレナ／ソフィアのペンダント」でエレナが解放されるとペンダントの色が紫からピンクになった。
王立アカデミー(Royal Preparatory Academy)
ソフィア、アンバー、ジェームズが通っている、プリンセスやプリンスのための学校。校長は「眠れる森の美女」に登場するフローラ、フォーナ、メリーウェザーの三人。
ダンウィディー村(Dunwiddie Village)
プリンセスになる前のソフィアが住んでいたエンチャンシア王国の村。ルビーとジェイド、ルシンダが暮らしている。
キンポウゲ団(Buttercups)
第15話、第36話、第52話に登場。村のガールスカウト団。メンバーはソフィア、ルビー、ジェイド、双子のペグとメグ。歌は「キンポウゲキンポウゲ みていてね 大きな花を咲かせるよ」。
ワッセイリア(Wasseilia)
第24話、第45話、第103話に登場。クリスマスによく似た冬の祝日。ツリーを飾ったり、ごちそうを食べたり、特別なろうそくに火をつけたりする。お城ではプレゼントを贈る習慣がある。
願いの井戸(Wishing Well)
第33話、第111話に登場。エンチャンシア城にある魔法の井戸。コインを投げ込んだ人の願いを三つだけ叶えてくれるが、その人の本当の望み通りに願いを叶えてもらえるわけではない。
チェンジボール(Dazzleball)
第50話、第58話、第74話、第102話に登場。サッカーボール、フットボール、フリスビーに変化する魔法のボールを使うスポーツ。村にはダンウィディー・ダックス、王立アカデミーにはロイヤル・レッドホークスという子供たちのチームがある。
秘密の図書室(The Secret Library)
第61話、第68話、第85話、第88話、第111話で登場。エンチャンシア城に隠された魔法の図書室。外から見ると大木のように見える。ここには結末が描かれていない魔法の物語の本が集められており、お城の秘密の通路を通ってたどり着くことができる。
物語の守り人(Storykeeper)
秘密の図書室にある物語をハッピーエンドで終わらせる使命を持つ人のこと。第61話で前任者のティリーおばさんからソフィアが受け継いだ。
ヘクスリーホール魔法学校(Hexley Hall)
第81話、第84話に登場。セドリック、ウェンデル、グレイロックが通っていた魔法使いの学校。校長はグリムトリクス。年に一度いたずらをする日がある。第47話に登場したエイミー、エリオット、カールは生徒であり、彼らによるとヘクスリーホールと王立アカデミーはライバル関係にある。
神秘の島(The Mystic Isles)
第88話で初登場。エバーレルムの全ての魔法が生まれる場所。様々な魔法を持っている不思議な島々のことで、クリスタルが栽培されているクリスタルの島、ユニコーンたちが住むユニコーンの島、巨人たちが住む巨人の島などがある。人間が行き来するにはユニコーンの助けが必要。
守護者（Protectors）
第88話で初登場。神秘の島とエバーレルムを守る使命を持つ人々。ほとんどのメンバーは魔法の生き物たちであり、ソフィアは魔法の生き物ではない初めての守護者となった。
エバーレルム(EverRealm)
ソフィアが暮らしている世界の名前。
エンチャントレット(Enchantlet)
守護者が使う魔法のブレスレット。魔法のロープを出したり、他の守護者との通信手段として使ったり、導きの弓を出すことができる。
導きの弓(Which Way Bow)
第95話で初登場。守護者が使う、目的地までの道を教えてくれる魔法の弓。ユニコーンの島に住む「霧の馬」のたてがみで作った弦が必要。
ヴォーのロケット(Locket of Vor)
第99話で初登場。守護者の島の塔の金庫の中にあったしゃべるロケット。プリズマに9つの魔道具を集めるように告げる。
9つの魔道具(Wicked Nine)
ディズニーヴィランズの九つの道具。全て集めるととてつもない力を発揮するため、守護者たちがバラバラに離して隠していた。魔道具はジャファーの杖、マレフィセントの杖、アースラのネックレス、モルデューの爪、シャン・ユーの剣(ハヤブサの目)、ドクター・ファシリエの帽子、トレメイン夫人の鍵、マザー・ゴーテルの太陽の花、グリムヒルドの王冠とハートの小箱。

## 作品中に登場する魔法の一覧
本作の舞台は魔法が頻繁に使用される世界であり、作品中に様々な魔法が登場する。
※ NN（No Name）とはエピソード中で呪文の詠唱がなかったもの。

## 制作スタッフ
監督 / ジェイミー・ミッチェル
日本語版制作スタッフ
- 演出：向山宏志
- 翻訳・訳詞：いずみつかさ
- 音楽演出：市之瀬洋一
- 録音制作：スタジオ・エコー

## 音楽

### 主題歌
ちいさなプリンセス ソフィア
歌：菊地ゆうみによる主題歌。

## 各話リスト
- 話数は米ディズニー・チャンネル本放送時のものを表記する。

### 第2シーズン
- オープニング映像が一部変更され、ウーナ＆コーラ姉妹やネトルも登場している。

### 第3シーズン
第75話よりオープニング映像を変更。また、この回よりペンダントの色が紫から赤に変更、ソフィアのドレスもモデルチェンジしている。

### 第4シーズン
| 話数 | 邦題                                         | 日本初放送日   | No. | 原題                                             | 米国初放送日   | 備考             |
| ---- | -------------------------------------------- | -------------- | --- | ------------------------------------------------ | -------------- | ---------------- |
| 84   | りっぱな まほうつかい                        | 2017年8月4日   | 82  | Day of the Sorcerers                             | 2017年4月28日  |                  |
| 85   | ひみつのとしょしつ ほのおとみずの ものがたり | 2017年8月6日   | 83  | The Secret Library: Tale of the Eternal Torch    | 2017年5月5日   |                  |
| 86   | はなのかんむり                               | 2017年8月13日  | 84  | The Crown of Blossoms                            | 2017年5月12日  |                  |
| 87   | いちばのだいじけん                           | 2017年8月20日  | 85  | Pin the Blame on the Genie                       | 2017年5月19日  |                  |
| 88   | しんぴの しま                                | 2017年9月18日  | 86  | The Mystic Isles                                 | 2017年6月24日  |                  |
| 91   | しんぴの しま プリンセスと しゅごしゃ        | 2017年9月24日  | 87  | The Mystic Isles: The Princess and the Protector | 2017年6月30日  |                  |
| 92   | さいこうのドラゴン                           | 2017年10月15日 | 88  | The Royal Dragon                                 | 2017年7月21日  |                  |
| 93   | しんぴのしま しゅごしゃの うま               | 2017年10月22日 | 89  | The Mystic Isles: The Mare of the Mist           | 2017年8月4日   |                  |
| 94   | かこをみる かがみ                            | 2018年1月7日   | 90  | Through the Looking Back Glass                   | 2017年8月18日  |                  |
| 95   | プリンセス・ジェイド                         | 2018年1月14日  | 91  | Princess Jade                                    | 2017年9月1日   |                  |
| 96   | アイビーのこころのいろ                       | 2018年1月21日  | 92  | Ivy's True Colors                                | 2017年9月29日  |                  |
| 97   | まじょのハロウィーン                         | 2017年10月9日  | 93  | Too Cute to Spook                                | 2017年10月13日 |                  |
| 98   | うみの たからもの                            | 2018年1月28日  | 94  | Pirated Away                                     | 2017年10月20日 |                  |
| 99   | しんぴのしま ハヤブサの め                   | 2018年2月3日   | 95  | The Mystic Isles: The Falcon's Eye               | 2017年10月27日 |                  |
| 100  | しんぴのしま どうぶつの じょしゅ             | 2018年2月11日  | 96  | The Mystic Isles: The Great Pretender            | 2017年11月3日  |                  |
| 101  | たのしい たんじょうび                        | 2018年3月4日   | 98  | The Birthday Wish                                | 2018年1月5日   |                  |
| 102  | しんじられる ともだち                        | 2018年3月17日  | 99  | In Cedric We Trust                               | 2018年1月26日  |                  |
| 103  | しんぴのしま すてきなワッセイリア            | 2017年12月9日  | 97  | The Mystic Isles: A Very Mystic Wassailia        | 2017年12月1日  | 地上波未放映     |
| 104  | しんぴのしま フドウィンクのヒーロー          | 2018年10月20日 | 100 | The Mystic Isles: A Hero for the Hoodwinks       | 2018年2月16日  |                  |
| 105  | しんぴのしま ようせいのテスト                | 2018年10月20日 | 101 | The Mystic Isles: Undercover Fairies             | 2018年3月2日   |                  |
| 106  | みらいの おうさま                            | 2019年1月6日   | 102 | A Royal Wedding                                  | 2018年5月14日  |                  |
| 107  | がっこうを えらぶひ                          | 2019年1月13日  | 103 | The Royal School Fair                            | 2018年5月15日  |                  |
| 108  | なぞのピラミッド                             | 2019年1月20日  | 104 | The Lost Pyramid                                 | 2018年5月16日  | 地上波未放映     |
| 109  | にんぎょの すてきなショー                    | 2018年3月25日  | 105 | Return to Merroway Cove                          | 2018年5月17日  | 地上波が先行放送 |
| 110  | エルフの かいぎ                              | 2019年1月27日  | 106 | The Elf Situation                                | 2018年5月18日  |                  |
| 111  | プリンセスのこころ                           | 2019年2月11日  | 107 | Forever Royal                                    | 2018年9月8日   | 最終話           |

## 日本での放送
日本では、ディズニー・チャンネル（2013年5月19日より）、ディズニージュニア（同年5月26日より）にて放送開始（Dlifeでは2013年10月から2020年3月まで月曜 - 木曜 16:00 - 16:30と土曜・日曜 8:00 - 8:30の時間で放送）。
日本語および英語による字幕放送を実施。ソフィアの台詞は黄色、アンバーの台詞は水色、ジェームズの台詞は緑色で表示される。

### 特別放送概要
ディズニー・チャンネル内での特別編成では、新エピソードや特別エピソードが放送された。
ソフィアとぼうけん ゴーゴー！しんぴのしま（2018年2月3日）
「しんぴのしま ハヤブサの め」が日本初放送。
プリンセスがいっぱい！ソフィアのキラキラひなまつり（2018年3月3日）
プリンセスが登場するエピソードを中心に放送。

### 地上波での放送
テレビ東京系列の地上波6局（テレビ東京・テレビ北海道・テレビ愛知・テレビ大阪・テレビせとうち・TVQ九州放送）では『ディズニー・サンデー』枠内（日曜 7:30 - 8:00）にて2015年10月4日から2017年3月26日までは第1期、2017年9月3日から2018年6月24日までは第2期、2019年4月7日から5月26日までは第3期としてそれぞれ放送された。なお、本番組では海外アニメの2か国語放送には対応していない（主音声のみ対応）。
また、同時間枠ではディズニー・チャンネルとディズニージュニアの短編作品が週替わりで放送されていた。放送された作品は下記の通りである。
- ミッキーマウス！
- マペット・タイム
- ウィスカー・ヘイブン ～ロイヤルペットものがたり～
- こんにちは！ソフィア
- ちいさなプリンセス ソフィア わたしのはじめてのこと
- ミニーのリボンショー
- アバローのプリンセス エレナのうた
- ドックのしんさつファイル
- ディズニー ポエム・タイム
- アバローのプリンセス エレナ：杖の練習 ズーゾと一緒

## DVDリリース
- 形式 - Dolby, Dubbed, Subtitled, Widescreen
- 言語 - 英語, 日本語
- 字幕 - 日本語, 英語
- リージョンコード - リージョン2
- ディスク枚数 - 1
- 販売元 - ウォルト・ディズニー・ジャパン株式会社

| タイトル              | 発売日         | 収録内容 | 時間  |
| --------------------- | -------------- | --- | ----- |
| はじまりのものがたり  | 2013年5月22日  | はじまりのものがたり ;<ボーナス・コンテンツ> ソフィアとうたおう(5曲) ♪プリンセスなんて むり ♪プリンセスとして ♪たべものを すこしだけ ♪すてきな きょうだい ♪かがやくのよ いま | 48分  |
| プリンセスのテスト    | 2013年11月20日 | サーカスが きた はずかしがりやのプリンセス あおいリボンのうさぎ プリンセスのテスト まほうのじゅうたん                                                                        | 111分 |
| にんぎょのともだち    | 2014年7月1日   | にんぎょの ともだち おうこくのピクニック クローバーをさがして まほうのガーデニング                                                                                           | 117分 |
| とくべつな いちにち   | 2014年11月5日  | とくべつな いちにち ベイリーウィックの たんじょうび イタズラな まじょ パンやの おうさま そらのパレード                                                                       | 113分 |
| まほうのおもてなし    | 2015年2月18日  | まほうのおもてなし もりのハイキング すてきなティーパーティー ソフィアの だいぼうけん ふたごの おたんじょうび                                                                 | 112分 |
| ふたりのプリンセス    | 2015年6月17日  | プリンセス アイビーの のろい きえたペンダント ちょうちょの プリンセス エメラルドのかぎ                                                                                       | 114分 |
| たいせつな おともだち | 2015年11月18日 | エンチャンシアのうた どうくつのたからもの ウィンターの まほう グウェンの はつめい きえたミニマス                                                                             | 114分 |
| ふたりのソフィア      | 2016年6月22日  | ふたりのソフィア みんなのママ そらの おうかん ねがいがかなういど えのなかのプリンセス イタズラな ようせい                                                                    | 137分 |
| ひみつのとしょしつ    | 2016年10月19日 | プリンセスのぼうけんクラブ ひみつのとしょしつ プリンセスのバレエ ひみつのとしょしつ：オラフとネトルのものがたり                                                              | 97分  |
| どうぶつのおともだち  | 2018年09月05日 | かわいいドラゴン ほんとうのクローバー ふしぎな いきもの ペガサスのショー パパと えんそく                                                                                     | 114分 |
| ピンクのペンダント    | 2019年2月20日  | びじょとゴブリン はじめてのサマーキャンプ まじょのせいじんしき かぞくのりょこう ヘクスリー・ホール                                                                           | 114分 |
| あたらしいドレス      | 2019年8月2日   | はなの かんむり いちばの だいじけん あたらしい じゅぎょう りっぱな まほうつかい みんなのバンド                                                                               | 117分 |